# Festa da Uva

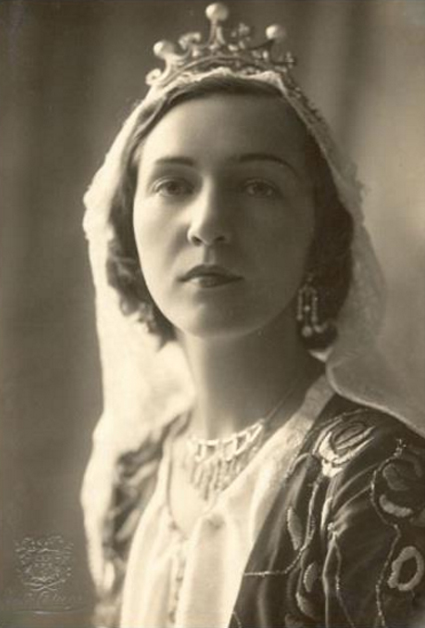
Adélia Eberle, primeira rainha da Festa da Uva, em foto de Júlio Calegari (1932).

A Festa da Uva, oficialmente Festa Nacional da Uva, é uma feira e uma festa comunitária brasileira realizada atualmente a cada dois anos em Caxias do Sul, no estado do Rio Grande do Sul, comemorando a história, a cultura e a produção agroindustrial da cidade e da região. A Festa da Uva, como hoje é conhecida, evoluiu a partir de uma série de feiras agroindustriais realizadas entre 1881 e 1931, que buscavam primariamente promover a cidade através da exposição dos seus produtos mais típicos. Em 1932 começou a ocorrer uma importante transformação em suas características, passando a incorporar ideologias e articular narrativas que enalteciam a imigração italiana, a ligação com a terra, a vitoriosa história de progresso da comunidade, a operosidade do povo italiano e seu papel de civilizadores e construtores de riquezas. Durante a Era Vargas, que impôs um rápido abrasileiramento da cultura italianizada da região, muitos dos laços com as origens e as tradições foram cortados, abrindo-se um período de crise de identidade para os locais em que a celebração foi suspensa.
Depois da Segunda Guerra Mundial, iniciando um período de reconciliação da nação com a herança italiana, a festa foi retomada, e desde então não mais sofreu interrupções. Embora a presença italiana tenha sido majoritária até meados do século XX, a partir de então a cidade começou a crescer rapidamente com a chegada de muitos migrantes de outras origens étnicas e culturais. Essa pluralidade, no entanto, só veio a se refletir nas narrativas e simbolismos da festa décadas mais tarde, quando passam a reconhecer e representar a contribuição de outros grupos para o crescimento de Caxias. Também modificou-se a relação com a uva e o vinho, a origem da celebração, que há muitas décadas deixaram de ser a base da economia local, atualmente centrada no setor industrial metal-mecânico e nos serviços. As mudanças no perfil da cidade têm gerado contradições e repetidas polêmicas no que diz respeito às representações que a festa faz de sua cidade, sua cultura e sua história, sendo um processo em permanente questionamento e adaptação aos novos tempos. Não obstante, ainda permanecem a uva e o vinho e as origens italianas e rurais da comunidade como focos históricos centrais do evento.
Hoje a Festa da Uva é o maior e mais dinâmico símbolo de Caxias do Sul e o principal sustentáculo da sua identidade coletiva, tem uma sede permanente num grande parque de exposições e é um dos maiores eventos temáticos do Brasil, atraindo em cada edição quase um milhão de visitantes, desempenhando um papel fundamental para a divulgação da cidade, para a dinamização do turismo regional, e para o resgate e conhecimento da história e das tradições, sendo ainda uma plataforma importante para o aquecimento da economia caxiense, estabelecendo-se muitos negócios através da Feira Agroindustrial, que é parte essencial de sua estrutura desde o início.

## Antecedentes

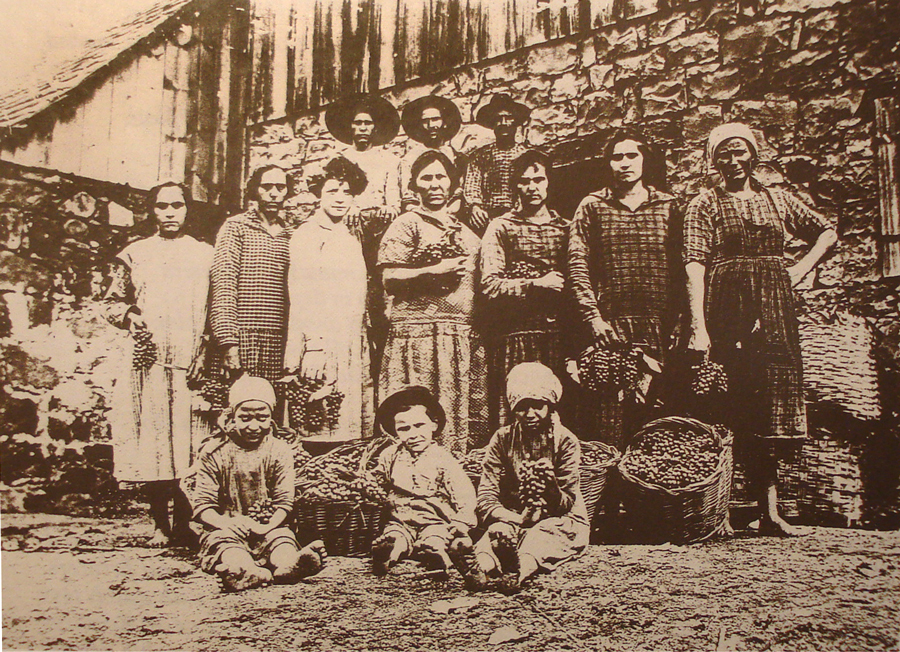
Colonos italianos exibindo suas uvas.

A Festa da Uva remonta aos inícios da colonização italiana em Caxias do Sul. No início do povoamento, a produção de uva e a indústria e comércio do vinho foram o principal esteio da economia local, e assim permaneceriam por décadas. As necessidades específicas do cultivo da uva e preparação do vinho determinavam toda a rotina e o ritmo do trabalho do agricultor, mobilizavam toda a família e muitas vezes exigiam a colaboração de vizinhos e empregados contratados. A preparação para esta época envolvia a confecção ou conserto de uma série de materiais como cestos, caixas, ferramentas e outros, e coincidia com o período de armazenamento de vários outros produtos básicos da época como o queijo, o salame e compotas de outras frutas que amadureciam na mesma estação. Segundo Cleodes Ribeiro, "nessas ocasiões, o grupo familiar e de vizinhança reforçam sua unidade, cooperação e seus interesses comuns. Ao período de colheita da uva está relacionado um tempo de ritualidade particularmente significativo na vida dos colonos. [...] Essa preparação ritualizada da colheita, e da vindima propriamente dita, encontraria sua culminância, de tempos em tempos, na celebração da Festa da Uva. [...] O tempo da colheita é, por analogia, um tempo de abundância que afeta toda a comunidade tanto quanto o é o tempo da carestia".
No entanto, esta festa não surgiu de imediato. Em 1881, foi organizada uma Feira Agroindustrial, que ocupou duas salas no edifício da Diretoria de Terras. Nove outras edições da feira ocorreriam nesta primeira etapa, nos anos de 1884, 1886, 1890, 1898, 1901, 1913, 1916, 1918 e 1925. Segundo João Spadari Adami, várias dessas edições foram um resultado secundário de objetivos mais amplos, mostrando localmente produtos que haviam de fato sido destinados para exposições em outros locais, ou se associaram a outros eventos. A primeira feira originou-se em função do desejo de representar a vila na importante Exposição Brasileira-Alemã organizada em Porto Alegre. Antes que os produtos fossem enviados, foram expostos e selecionados em Caxias. Entre esses itens estavam vinhos tinto e branco, graspa, ferramentas agrícolas, utensílios domésticos e frutos da terra. A segunda edição foi montada em função de uma exposição nos escritórios do Império Brasileiro em Milão e Gênova, a terceira para uma em Berlim, a quarta parece ter surgido para abrilhantar as solenidades de emancipação da vila, a quinta foi organizada em benefício das obras da Igreja Matriz, a sexta relacionou-se à grande Exposição Estadual de Porto Alegre, a oitava foi uma iniciativa do Clube Juvenil, a nona realizou-se em função da visita do embaixador da Itália, e a décima integrou-se às comemorações dos 50 anos da imigração italiana. Essas mostras, além de simplesmente evidenciarem a realidade econômica da cidade, desde logo buscavam afirmá-la também politicamente, provando publicamente o sucesso do projeto colonizador do Governo e a competência dos colonos.

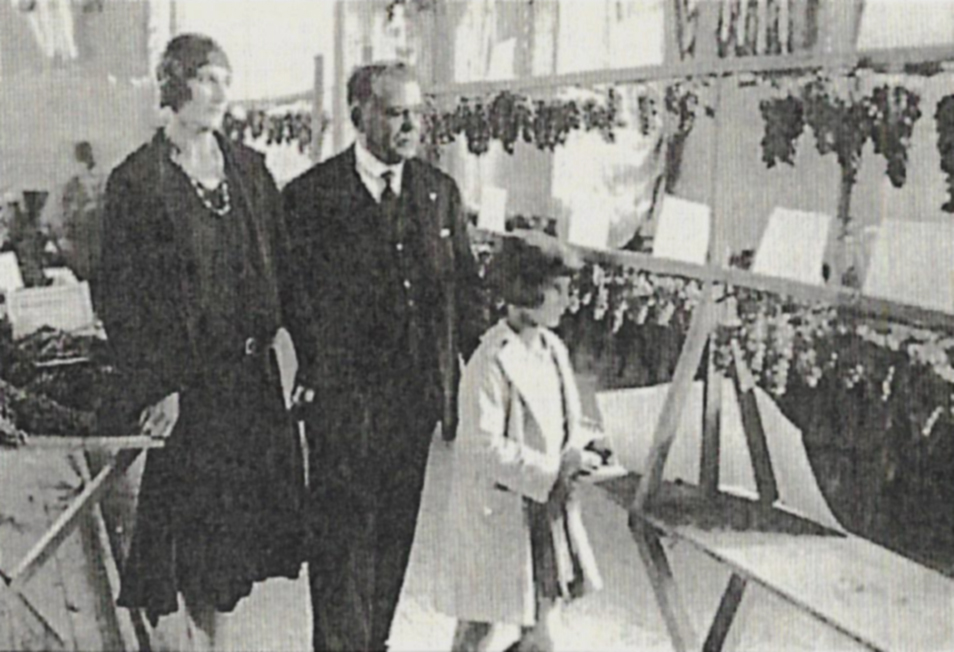
O intendente Miguel Muratore e sua família visitando a exposição de uvas de 1931.

Em 1931, Joaquim Pedro Lisboa organizou uma feira específica para os produtos que naquela época mais caracterizavam Caxias do Sul: a uva e o vinho, que eram a base da sua economia. A ideia motivadora fora essencialmente oferecer para os agricultores a possibilidade de entrarem em contato uns com os outros e trocarem experiências, e terem acesso a uma assessoria técnica provida pelos organizadores objetivando a melhoria da produção do vinho e das condições de cultivo das castas de videiras mais adaptadas à região, procurando também fazer os agricultores abandonarem a preferência pela uva Isabel, considerada imprópria para a produção de vinhos de alta qualidade. Desta forma, em 8 de março de 1931 foi inaugurada a primeira feira a levar o nome de "Festa da Uva", com uma exposição de uvas e vinhos montada nos salões do Recreio da Juventude.
A feira de 1931 é tradicionalmente considerada a primeira Festa da Uva, mas devido às suas características e seu objetivo muito específico, que diferem do modelo atualmente em vigor, a sua escolha como a festa inaugural é bastante arbitrária. Da mesma maneira, Joaquim Pedro Lisboa é tradicionalmente considerado o fundador da festividade, mas essa atribuição foi contestada já na década de 1960 por Adami, que atribuiu o mérito da idealização aos esforços combinados da Estação Experimental de Viticultura e Enologia de Caxias, da Prefeitura e da Sociedade Vinícola Rio-Grandense. Mais recentemente Miriam Santos, autora de um dos mais substanciais estudos sobre a Festa da Uva, voltou a questionar o papel de Lisboa: "Parece-nos claro que Joaquim Pedro Lisboa, que na época exercia o cargo de fiscal do Instituto Rio-Grandense do Vinho, não inventa uma exposição, mas cumpre a ordem de organizá-la. Observando-se deste ponto de vista, o papel de fundador da Festa da Uva deveria ser de Celeste Gobbato", ex-intendente municipal e então diretor da Estação Experimental.

## Consolidação de um modelo

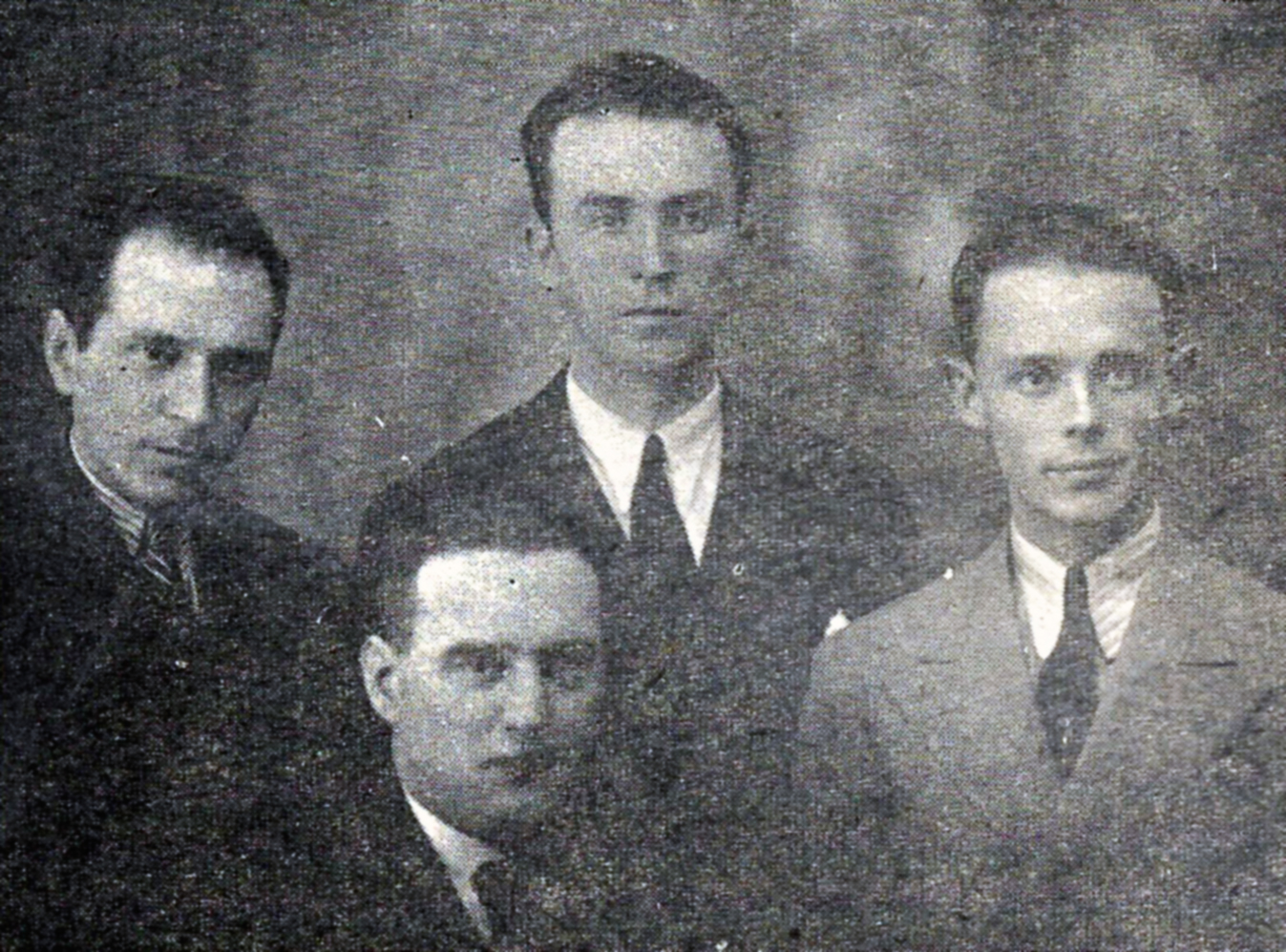
Diretoria da Festa da Uva de 1932. De pé, Artur Rossarola, secretário; Ottoni Minghelli, vice-presidente, e Luciano Corsetti, tesoureiro. Sentado, Dante Marcucci, presidente.

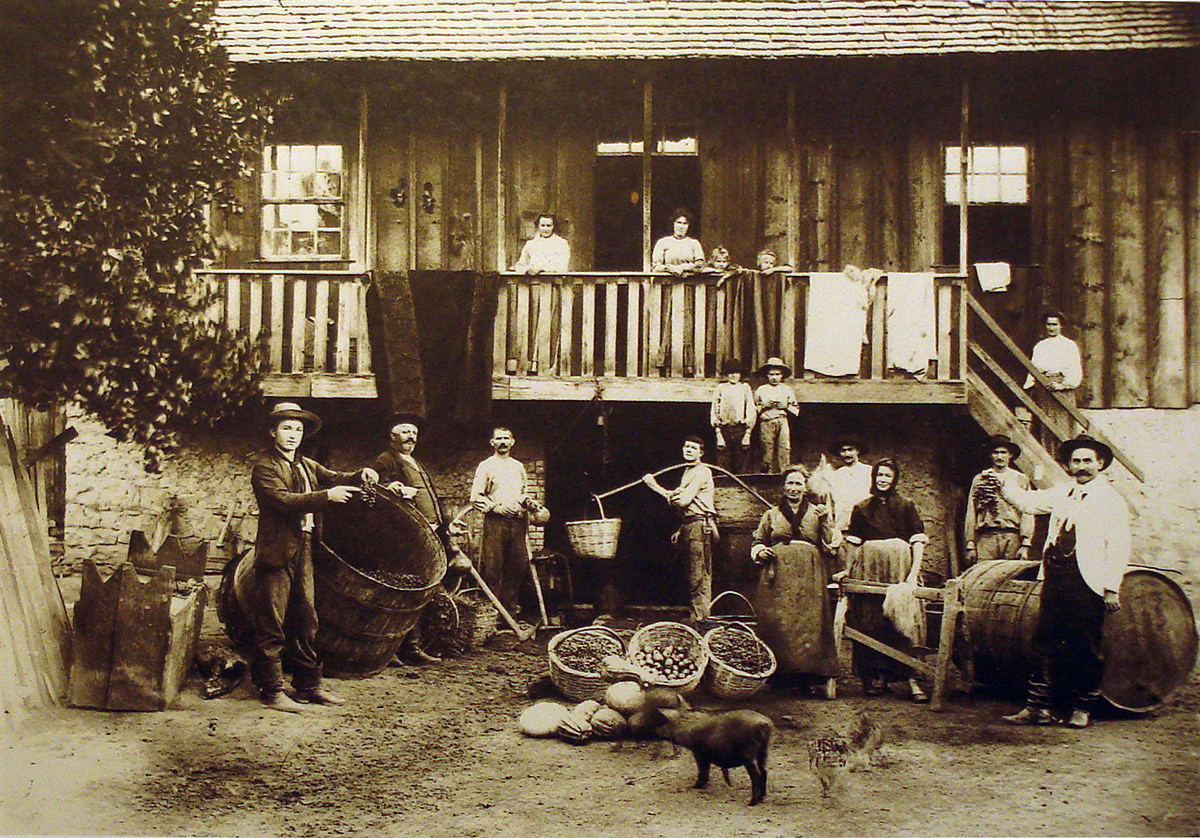
Família Boff em 1904, uma típica família de camponeses caxienses, exibindo o produto do seu trabalho na terra.

Tendo grande visitação e ótima repercussão, com o apoio decisivo da Associação dos Comerciantes, a iniciativa foi repetida e expandida no ano seguinte com uma nova e mais ambiciosa estrutura. Ganhou as ruas através do desfile de carros alegóricos, foi feita divulgação em nível nacional, foi organizado paralelamente o I Congresso Brasileiro de Viticultura e Enologia para ampliar a difusão do conhecimento técnico, e deixou de ter um alcance regional para se tornar um evento de destaque no estado. Porém, mais importante do que uma mera repetição da mesma ideia básica, nesta segunda edição a festa já apresentou também os fundamentos simbólicos e identitários que em linhas gerais mantém até hoje, que a tornam a principal festividade comunitária da cidade e um poderoso elemento de autoidentificação social e de consagração da história e da cultura que ali se formou. Sua Diretoria foi composta pelo prefeito Dante Marcucci como presidente, Ottoni Minghelli como vice, Artur Rodolfo Rossarola na secretaria, e Luciano Corsetti na tesouraria.
Tendo este caráter histórico e simbólico, a Festa da Uva só é bem compreendida tomando-se como pano de fundo a história de Caxias do Sul. A cidade foi formada principalmente com a chegada de colonos italianos a partir da década de 1870. Depois de um estabelecimento naturalmente árduo, sendo localizada em zona montanhosa e de difícil acesso, coberta por espessa mata virgem, a grande maioria dos colonos iniciou sua nova vida a partir da agropecuária de subsistência. Mas também chegaram muitos que não haviam sido camponeses na Europa, mas operários fabris, artesãos, industrialistas, oficiais civis, comerciantes, que se reuniram num núcleo urbano e lançaram os fundamentos da vida em uma cidade. Os colonos tinham origens geográficas e culturais diversificadas, alguns grupos falavam dialetos italianos pouco compreensíveis entre si, outros defendiam ideologias políticas radicais, e essas diferenças causaram importantes conflitos nos primeiros tempos. Contudo, seguiam a mesma religião, o catolicismo, que serviu como polo agregador para esta sociedade em formação. Ao mesmo tempo, as dificuldades de sobrevivência eram compartilhadas por todos, estando tudo por fazer, e este fator foi outro elemento de união coletiva em torno de objetivos comuns. Em pouco tempo o esforço da comunidade começou a dar bons resultados, e em 1897 o seu progresso já era tão expressivo que o presidente do estado Júlio de Castilhos, em visita a Caxias, a elogiou apelidando-a de A Pérola das Colônias.
Nas primeiras décadas do século XX, o progresso acelerou, a economia se estruturou solidamente, ainda tendo a uva e o vinho como seu ponto mais forte, mas a indústria e o comércio estavam em rápida expansão. A cultura urbana, patrocinada por uma elite emergente onde já despontavam várias grandes fortunas, começava a dar frutos eruditos, surgiam jornais, teatros, cinemas, associações literárias, sociais, beneficentes e esportivas. Dessa grande evolução em um curto prazo, reconhecida como notável pelos próprios caxienses e também por intelectuais e políticos de outras partes do estado e do Brasil, nasceram sentimentos de satisfação e ufanismo pelas conquistas realizadas e, mais do que isso, os caxienses passaram a ver a si mesmos como heróis civilizadores e naturais herdeiros de uma cultura milenar. Esses elementos tiveram sua consagração na articulação de narrativas e significados simbólicos de que a Festa da Uva foi carregada desde 1932. A festa passou a expressar, como disse Ribeiro, a ligação entre o mundo urbano e o mundo dos camponeses imigrantes que deram origem à cultura regional e à cultura da imigração italiana. Por se tratar de uma celebração que se vincula, em sua origem e motivação, ao mundo agrário, ela estabelece um nexo simbólico com a terra, cujo significado remete à ideia de fertilidade e abundância. "O caráter simbólico da uva como elemento veiculador de significados culturais em torno do qual gira a mais antiga e importante dessas festas, a Festa da Uva, está relacionado, de forma emblemática, às vicissitudes históricas dos imigrantes italianos na serra gaúcha e à conquista da sua independência econômica".

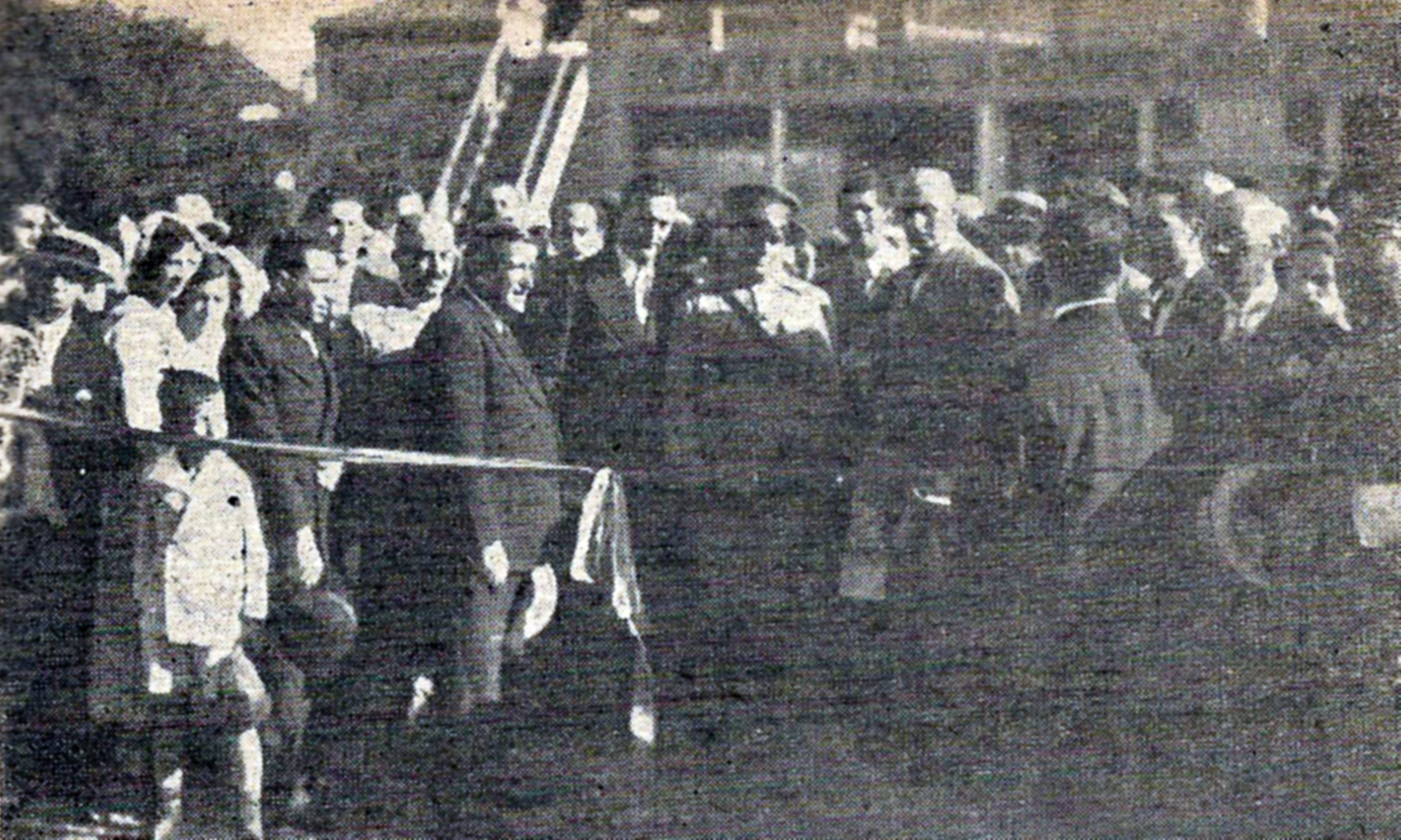
Abertura da Festa da Uva de 1932. Ao centro, prestes a cortar a faixa inaugural, está o interventor do Rio Grande do Sul, general Flores da Cunha. À direita está o embaixador da Itália Vittorio Cerrutti e à esquerda Dante Marcucci. De costas, discursa Celeste Gobbato.

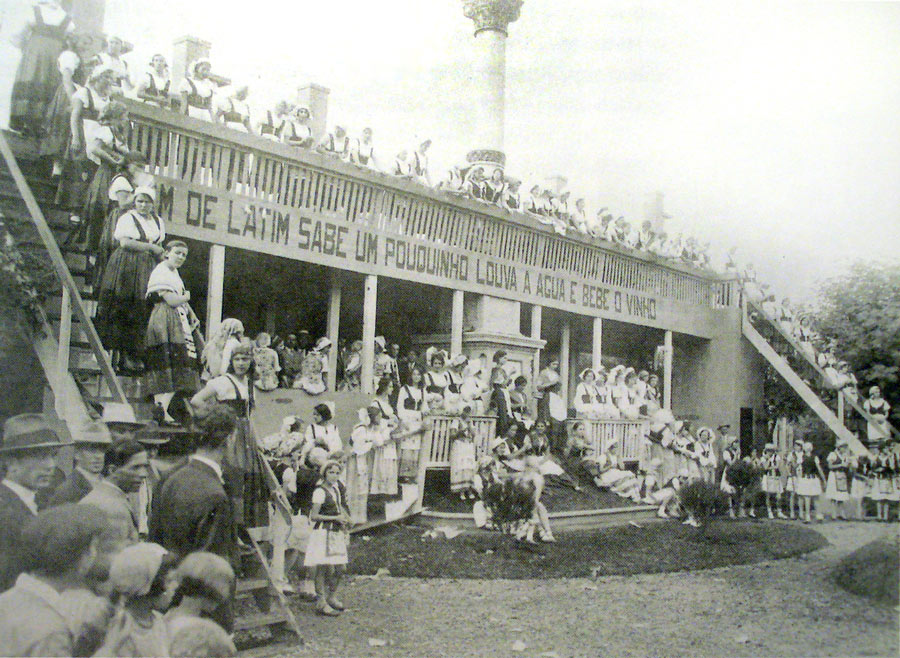
Pavilhões da Festa da Uva de 1932, na Praça Dante Alighieri.

A festa de 1932 foi um completo sucesso, consagrando a ideologia e a ética do trabalho, mesclada a um fundo étnico, cultural e também político, afinando-se à filosofia positivista que dominava os meios políticos do Rio Grande do Sul e que tinha entre suas bases e metas o progresso ordeiro e moral da sociedade. Acima de tudo, brilhava o triunfo da italianidade como importante cooperadora no progresso da nação, um triunfo em parte sustentado, também, pela forte penetração regional do fascismo italiano, que antes de sua degeneração totalitarista buscava a construção de um novo homem, controlado, regrado e moderado, cujo protótipo deveria ser a própria gente italiana, herdeira de um passado de ilustres realizações, que remontavam à Roma Antiga, e que deveria ser revivido e atualizado. Nas palavras de Berenice Corsetti, "a adesão da burguesia local ao movimento italiano foi facilitada pelo fato de que a doutrina fascista fundamentava-se nos valores tradicionais do povo italiano, que eram os mesmos que norteavam a burguesia colonial. Ou seja, trabalho, hierarquia, disciplina eram valores aceitos indiscutivelmente e se constituíram em estereótipos característicos da região". O próprio Mussolini enviou nesta época mensagens aos caxienses elogiando o progresso e desejando estabelecer laços fortes com os filhos distantes da Pátria-Mãe. Criava-se de fato, neste momento histórico, um forte senso de identidade e de coesão na sociedade caxiense, que se distinguia pela presença dominante da etnia italiana, a qual buscava se afirmar econômica, cultural e politicamente no panorama estadual e nacional. Na análise de Luis Fernando Beneduzzi,
"Neste conjunto de construção identitária das décadas de 20 e 30, a própria pessoa de Mussolini irá compor – através de suas falas e dos discursos e mensagens de seus embaixadores – essa representação da comunidade italiana vitoriosa. Assim como o Duce deu à Itália um novo espaço e uma nova importância no cenário internacional, ele concedeu um novo significado às comunidades italianas no exterior e uma nova percepção diante das sociedades de acolhida. Nesse sentido, Benito Mussolini torna-se uma encarnação da figura emblemática apresentada por Bronislaw Baczko, na qual a comunidade se vê representada nos atos tidos como heroicos (Baczko, 1991). [...] A divulgação da Festa da Uva vem colaborar para este fim, pois as falas enaltecem essa operosidade italiana, as imagens destacam a italianidade da população, os textos dão relevo a esse transplante da italica gens. [...] Dessa forma, a Festa da Uva acabou colaborando para a criação deste vínculo da grande nação que enviou seus filhos para cooperar no desenvolvimento de outros territórios, e este trabalho deu certo, visto o modo como os imigrantes superaram as dificuldades da ocupação do solo, produzindo riqueza e desenvolvimento".

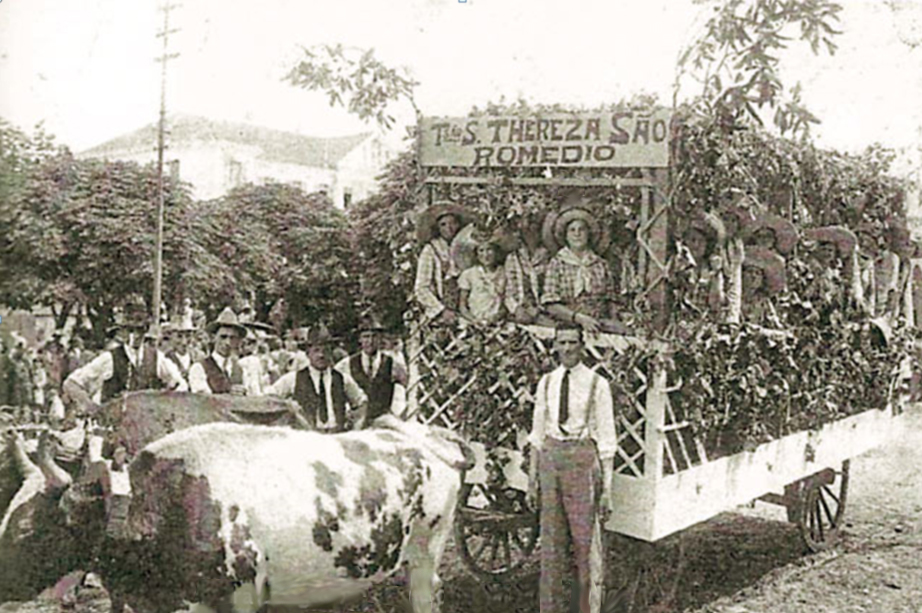
Carro alegórico da Comunidade de São Romédio na festa de 1932.

Segundo Ribeiro, a festa nasceu de uma necessidade social da comunidade: a de "dar a conhecer quem somos e o que fazemos", pois para os organizadores o progresso da região ainda era pouco valorizado e pouco conhecido. Mais do que isso, uma vez que a cultura local ainda dependia largamente de elementos italianos, buscava-se legitimar o caráter de brasileiro daquele povo, pois através dos ricos frutos do seu trabalho colaborava para o engrandecimento da nação. Ao mesmo tempo reivindicavam diante dos brasileiros o poder político e simbólico que era resultado do trabalho, e definiam uma identidade para si próprios.
Neste sentido, o cortejo de carros alegóricos passou desde o início a desempenhar um papel central na retórica e na ritualidade da festa, encenando para os visitantes uma narrativa sintética do percurso de sucesso da comunidade através de informações de cunho histórico associadas a uma original experiência estética, tornando inteligível o significado de "fazer a América", uma expressão comum entre os primeiros colonizadores, que haviam emigrado com o sonho de conquistar fortuna no Novo Mundo. O título do desfile na edição de 1932 é ilustrativo: Grande Cortejo Triunfal da Uva, remetendo diretamente à antiga tradição romana dos triunfos, que celebravam vitórias militares e consagravam seus líderes. Os carros representavam os vários distritos da cidade, cooperativas, empresas e entidades de classe, eram puxados por juntas de bois e cobertos de ramos de videira e cachos de uva, e carregavam crianças e adultos vestidos com trajes típicos da Itália, ostentando instrumentos de trabalho na terra. Num deles vinha uma menina que representava a própria festividade como sua Rainha, cercada de uma corte de pajens, uma figura que seria instituída oficialmente na festa de 1933. A imprensa da época deu numerosos testemunhos da ampla e positiva repercussão do evento de 1932, narrando-os com entusiasmo e grandiloquência. Um bom exemplo é uma notícia na Revista do Globo, que tinha circulação nacional:

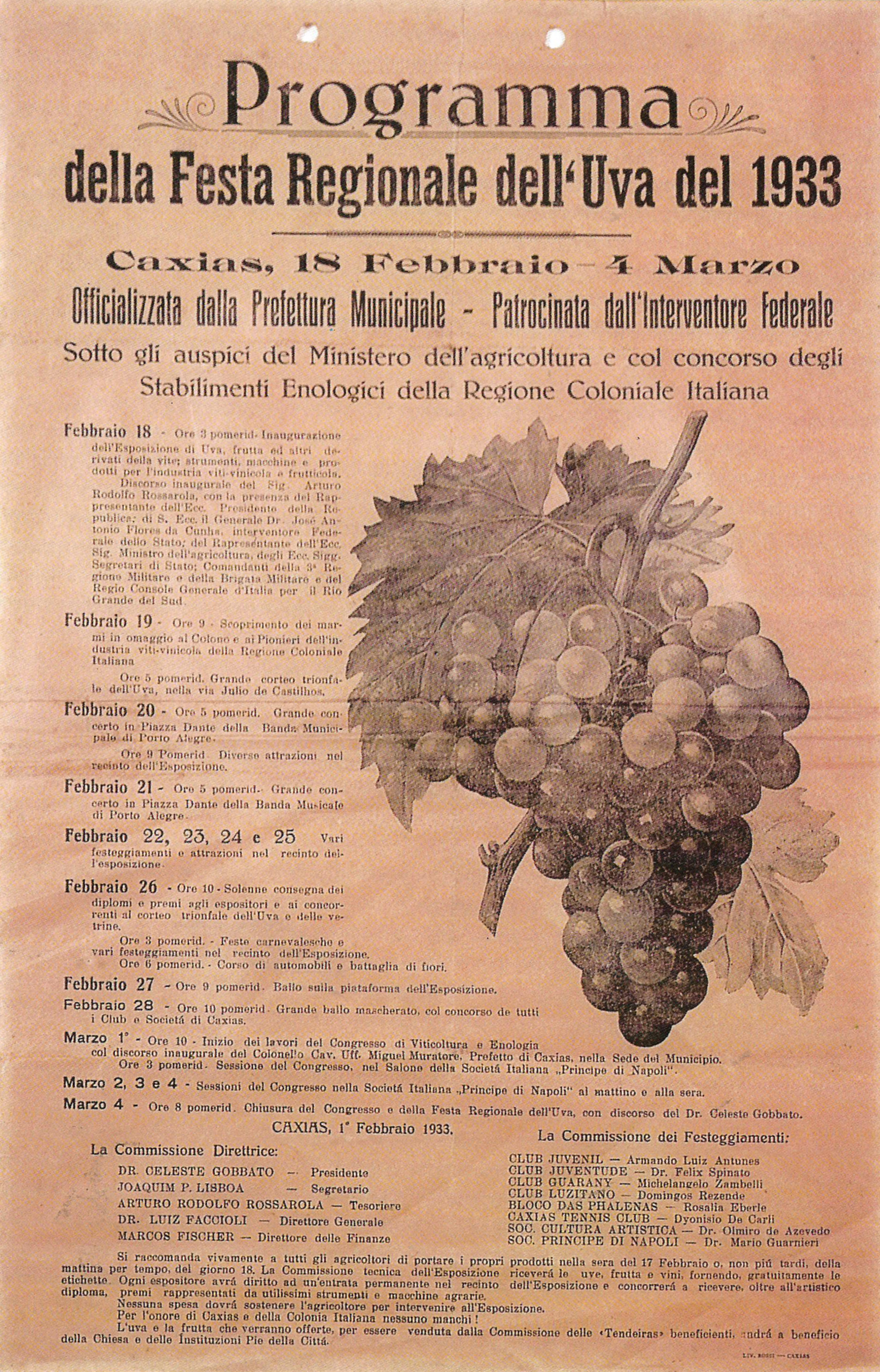
Programa da Festa da Uva de 1933.

“Rolaram os anos. E o grande sonho do imigrante começou a se tornar realidade. E as colônias se povoaram mais e mais. A serra bravia havia sido conquistada. Os caminhos estavam abertos à civilização [...] E a Festa da Uva, esplêndida demonstração de trabalho que a população daquela terra ofereceu ao Rio Grande do Sul e ao Brasil, é bem um exemplo notável do quanto pode a vontade, a fé e o amor ao trabalho. Todos aqueles que tiveram a ventura de assistir à grande Festa ficaram convencidos de que Caxias é um pequeno estado poderoso que se basta a si mesmo, pleno de recursos econômicos, fértil, sabiamente orientado, num desenvolvimento progressivo incessante".
Segundo Ribeiro, esta edição foi tão importante e tão diferente de todas as outras feiras antes realizadas, em seus objetivos e características, que pode ser considerada efetivamente a primeira das Festas da Uva na forma como hoje ela é conhecida. Em 1933 iniciou-se a tradição de eleger-se rainhas da festa, que passaram a encarnar as mais elevadas aspirações da sociedade local e servir como embaixatrizes de toda uma cultura, como fica claro no discurso de saudação de Adélia Eberle, a primeira das rainhas, proferido por Ottoni Minghelli:
"Não és, Adélia, somente a Rainha da Festa da Uva, pela beleza que prende e avassala. És o símbolo sintético da comemoração mesma que já se vai tornando tradicional, o poema mais alto e grandioso de uma região floral de maravilhas, a imagem de Caxias e da colônia num perfil de camafeu, em relevo, no coração do Rio Grande do Sul. [...] Escuta: tudo trabalha, tudo ri, tudo canta. É uma raça que avança para o futuro e para Deus. Em tudo o mesmo amor à Pátria, a mesma ânsia incontida de vencer, o mesmo sentido da vida. É o melhor louvor que recebes, Rainha — tu, que resumes, nas fulgurações do teu encantamento, do teu povo e na espiritualidade bizarra de tua inteligência, a inteligência sadia e prodigiosa dos antepassados que hoje dormem, alguns na tumba generosa que os acolhe no sono da noite sem horas, ou ficaram perdidos à margem do Adriático, na península de teus pais, ébria de glórias. É como se te plasmassem milagrosamente, à imagem de tua terra; tudo em redor refletes e anda cheio de ti".

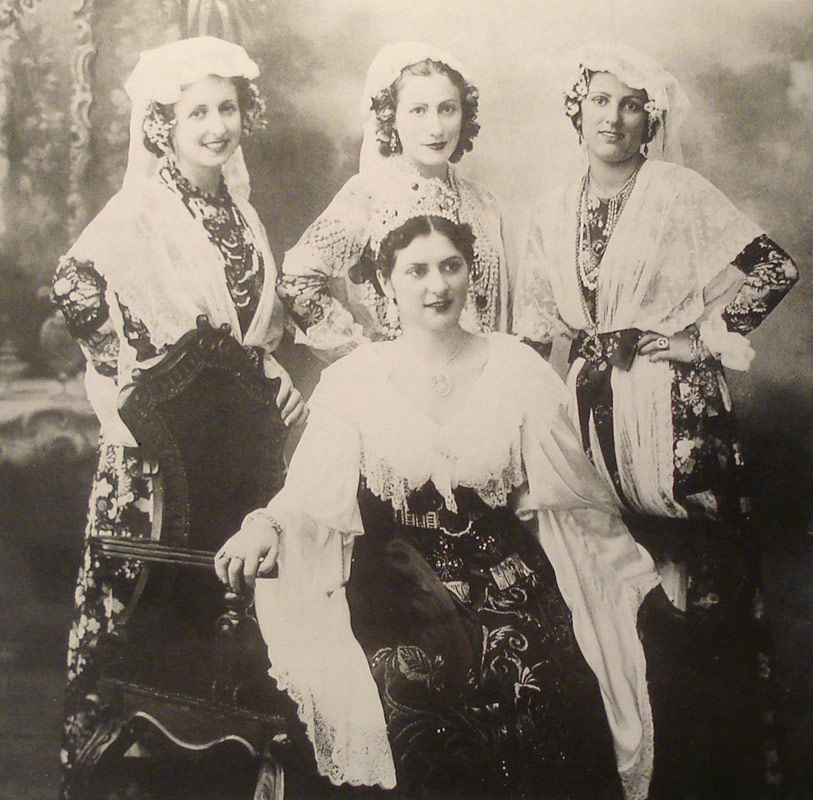
Rainha e Princesas da Festa da Uva de 1934. Sentada: Odila Zatti, a Rainha. De pé: Carmen Hippolito, Ivone Paganelli e Ilka Fontoura.

Nas edições seguintes, de 1934 e 1937, o cerne ideológico, ritualístico e didático da festa se fortaleceu ainda mais, enfatizando associações com as festividades agrárias da Antiguidade Clássica e o papel dos italianos no Brasil como um povo honrado, operoso, progressista, civilizador e criador de riquezas, e afirmando que enquanto o progresso é bem-vindo e necessário, ele só se faz sobre uma herança de sólidas tradições. Foi ainda instituído o Dia do Colono para homenagear os primeiros colonizadores e os trabalhadores rurais e reforçar os laços com a terra. O discurso produzido em torno da festa, onde se imbricavam de maneira complexa e coerente várias vertentes ideológicas e vários símbolos, aspirações e expectativas, desenvolvido de maneira consciente e sistemática ao longo de toda a década de 1930, não era produzido apenas localmente, mas tinha o respaldo e incentivo das mais altas instâncias do governo estadual, que de um lado admiravam o que vinha acontecendo na região colonial, e de outro também tinham interesse em afirmar para o restante do Brasil a importância do Rio Grande no cenário nacional demonstrando como o estado avançava em termos econômicos, intelectuais, sociais, morais e civilizatórios. Importantes intelectuais e escritores gaúchos, como Augusto Meyer, Dario Bittencourt e Reinaldo Moura, colaboraram de maneira decisiva na construção desse discurso apologético, enaltecendo a "realidade empolgante" da cidade, tendo-a como motivo de orgulho, "colmeia extraordinária que todo o Estado conhece e admira", e ressaltando o quanto Caxias e a região colonial contribuíam para o futuro da nacionalidade, para a consolidação da riqueza do estado e para a formação étnica do Brasil. As edições desta fase de cristalização de um modelo de sucesso procuraram ampliar o leque de atrações para os visitantes, incluindo jogos e diversões populares, banquetes, concertos, palestras e outros, e consolidaram também um dos seus sustentáculos estruturais e econômicos, que era a Feira Agroindustrial, que muito contribuiu para a dinamização da economia regional. A importância da festa se refletiu sobre o Governo Federal, que providenciou a filmagem do evento, e sobre o Governo do Estado, que estreitou sua relação com a cidade, e criou também uma nova solidariedade com os municípios vizinhos, que nasceram sob condições muito semelhantes àquelas que deram origem a Caxias.

## Crise e recuperação

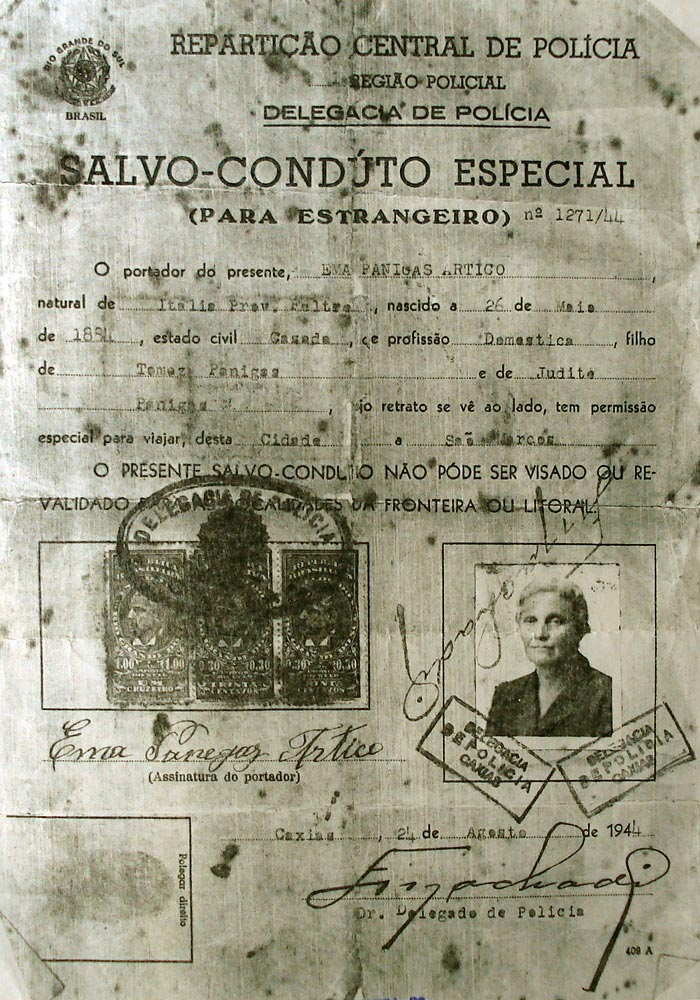
Salvo-conduto emitido em favor de Ema Panigas Artico autorizando sua viagem de Caxias do Sul a São Marcos, 1944.

A partir de 1938, a celebração da Festa da Uva foi suspensa, sendo retomada somente em 1950. Dois fatores principais levaram a esta ruptura. Primeiramente, o Governo Federal passou a redefinir sua política e organizar a chamada campanha de nacionalização para forçar rapidamente a integração dos imigrantes. Com isso os signos e sinais da italianidade começaram a ser reprimidos e suprimidos. Chegou-se a proibir a fala em italiano em público (ou no dialeto comum do talian), criando um muro de silêncio em torno das colônias. Para uma comunidade essencialmente italiana, foi um sério golpe em suas raízes e em seu senso de identidade. Como disse Ribeiro,
"A comunidade regional foi duramente posta à prova. Os colonos, ao serem proibidos de falar em locais públicos, foram, também, privados de sair de casa, de efetuar a venda de seus produtos e a compra de outros, de fazer e de ir a festas, de cantar. O que equivale a um confisco do exercício da vida comunal e da sociabilidade. É difícil avaliar, na sua totalidade, a dimensão e as consequências de tal afronta. De qualquer modo, as arbitrariedades cometidas pelo ardor nacionalista acabaram por afetar o exercício da memória. Dito de outro modo: a proibição às manifestações próprias levou a um esforço de esquecimento de algumas das características da cultura da região. Esforço de esquecimento que impediu a atualização de impressões, informações e práticas coletivas. A censura provocou uma cesura na memória. [...] Cabe lembrar que os acontecimentos recentes, ocorridos especialmente durante o Estado Novo, haviam posto sob ameaça para o imaginário social da região a consistência dos pressupostos que estavam na base da representação que faziam de si próprios, o que vale dizer, da própria identidade".
Veio a agravar esse cenário a eclosão da Segunda Guerra Mundial, quando foram cortadas as relações diplomáticas com a Itália, que havia se alinhado à Alemanha Nazista. Mais uma vez, o fato repercutiu com intensidade pungente na região colonial. Neste período o governo proibiu os "estrangeiros" de se deslocarem sem autorização, de realizarem reuniões mesmo em caráter privado como aniversários e banquetes, de discutirem qualquer fato relativo à situação internacional, e de distribuírem escritos em língua estrangeira, além de reforçar a proibição da fala em italiano em locais públicos. Num contexto completamente adverso, não havia mais condições de continuar festejando a cultura italiana e o sucesso dos seus descendentes, que neste momento, de promotores de progresso, passaram a ser vistos como potenciais traidores e inimigos da pátria brasileira.

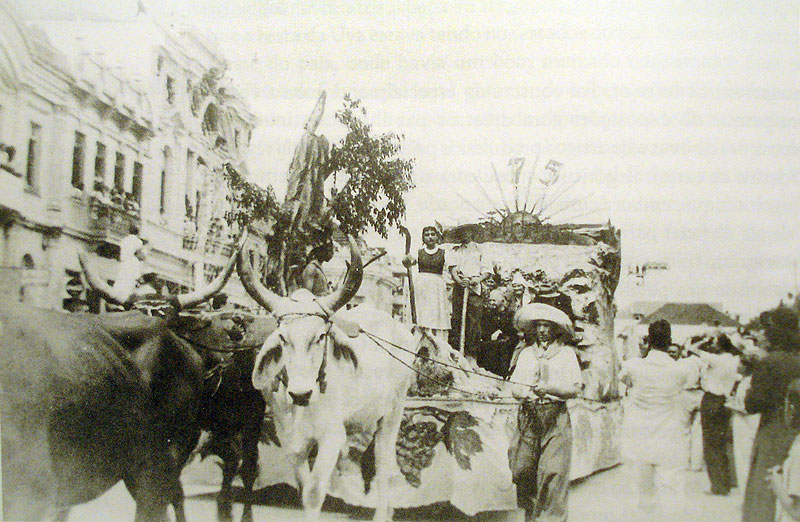
Cortejo de carros alegóricos em 1950.

Após a guerra esta crise começa a ser superada e ocorre a reconciliação entre os brasileiros e os descendentes de italianos, voltando a ser valorizada sua contribuição para a construção da nação e afirmando-se a sua condição de verdadeiros brasileiros. Então a festa é reativada e, em 25 de fevereiro de 1950, é inaugurada uma nova edição. Para tentar compensar os danos sociais provocados pela censura anterior, a festa foi organizada em uma escala de inédita grandiosidade, acentuada ainda mais porque a festa foi integrada na série de comemorações realizadas neste ano relativas ao 75º aniversário do início da imigração. Nesta edição a festa teve a duração de um mês inteiro. Dez municípios da região colonial enviaram representações, o corso alegórico contou com 49 carros, foram oferecidas inúmeras atrações sociais, culinárias, culturais, artísticas, recreativas e esportivas para os visitantes, além de celebrações religiosas com missas, ladainhas e um Te Deum. Mais de cem mil pessoas circularam pela cidade na ocasião, e assim como ocorrera na festa de 1932, também esta representou um divisor de águas em sua trajetória. Destaca-se nesta edição um esforço maior de resgate da história e da cultura italiana através da montagem de um pavilhão especial com a mostra de relíquias e documentos do passado, como passaportes, cartas, fotografias, ferramentas de trabalho, utilitários domésticos, objetos pessoais, trajes típicos, mostra que segundo a imprensa da época suscitou a mais viva emoção em todos que a visitaram. Mais comovente ainda foi a apresentação no pavilhão de duas senhoras idosas trabalhando em velhos teares rústicos enquanto entoavam canções italianas. A cena foi registrada em diversos artigos na imprensa, dizendo que muitos dos visitantes tinham lágrimas nos olhos ao recordarem através delas as tradições de suas próprias famílias, até há pouco duramente reprimidas. Uma seção do pavilhão histórico foi dedicada à apresentação de livros, artigos e estudos sobre a história da região e dos seus municípios, relatórios sobre o estado da educação pública, do ensino religioso, da economia, das associações artísticas, literárias, científicas, desportivas, e amostras de publicidade.
O presidente da República, Eurico Gaspar Dutra, compareceu à abertura da festa de 1950, fato que tem sido interpretado como mais uma evidência da força e do prestígio da elite caxiense, fortalecida pela inauguração, na festa de 1954, pelo presidente Getúlio Vargas, o mesmo que promovera a censura, do grandioso Monumento Nacional ao Imigrante, que foi entendida como um desagravo da humilhação e dos ultrajes sofridos e coroou o processo de revalorização da herança italiana. Esse desagravo vinha sendo preparado desde o lançamento da pedra fundamental do monumento em 1950, quando declarações de importantes autoridades, como o discurso do governador do estado Walter Jobim saudando o presidente da República, já deixavam claro que o evento se destinava a reparar um erro histórico e recuperar a honra, a liberdade e a dignidade dos descendentes de italianos, anulando o processo de inferiorização que haviam experimentado. Iniciava-se, assim, um período de reabilitação da memória e de resgate e reconstrução da identidade coletiva. A partir de então, com poucas exceções, as cerimônias de abertura passaram regularmente a contar com os presidentes.

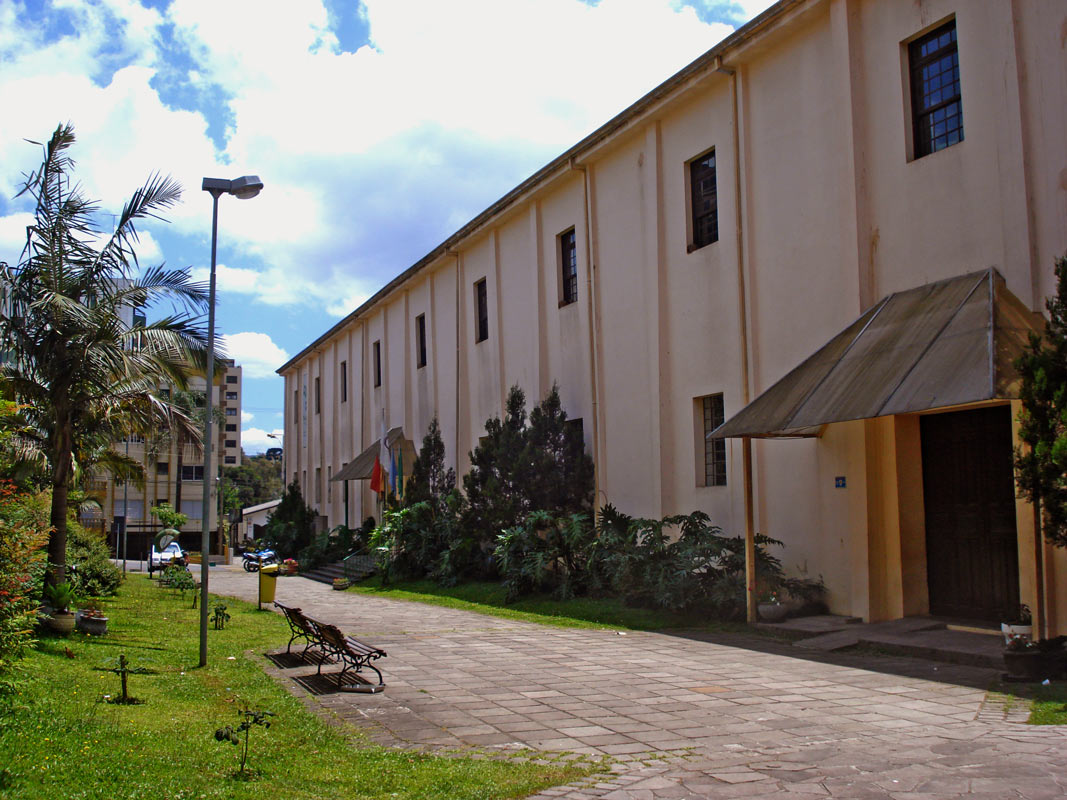
Prédio da antiga Cantina Antunes, que foi uma das grandes vinícolas de Caxias, hoje transformado no Centro Municipal de Cultura Dr. Henrique Ordovás Filho.

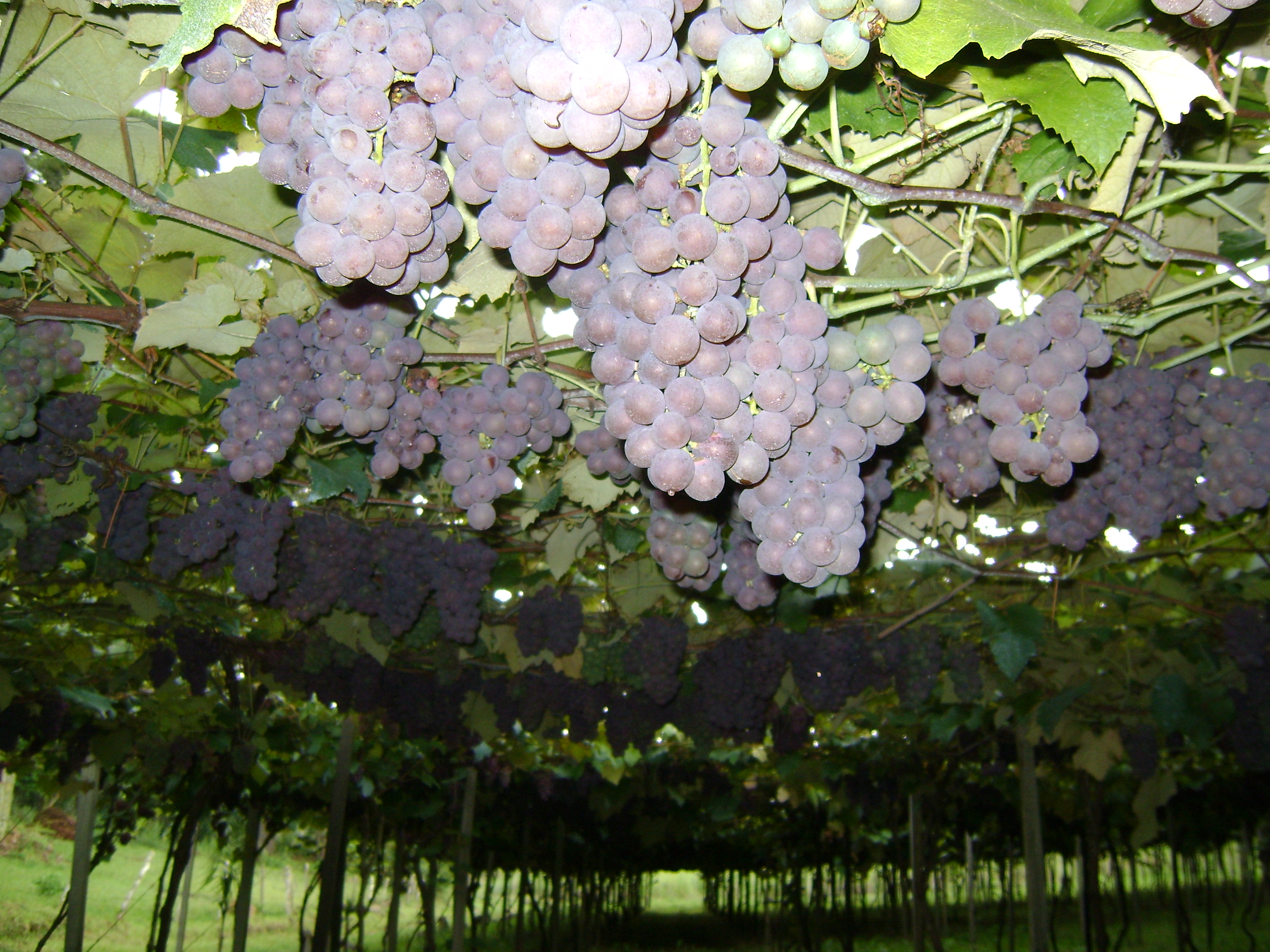
Um parreiral na zona rural de Caxias.

Contudo, a Caxias que organizou a festa de 1950 já era muito diferente daquela da década de 1930. A sede urbana havia se expandido consideravelmente e se modernizava, a grande concentração de empresas dinâmicas começava a atrair grandes contingentes de migrantes da zona rural e de outras partes do Brasil, a fala em italiano estava em franco declínio, sendo superada pelo uso do português, e o setor da indústria já competia com a produção agrária e vitivinícola. A cidade iniciava um período de rápida diversificação em seu perfil econômico, demográfico e cultural, que nas décadas seguintes haveria de se acelerar ainda mais. Em função disso, é característica da década de 1950 uma reorientação do discurso. A elite econômica e cultural, que sempre monopolizara a organização da festa, passou a se afastar do universo do agricultor e espelhar-se na elite urbana luso-brasileira, à qual pretendia se equiparar em termos de status, mas ao mesmo tempo construía para si uma identidade diferenciada da luso-brasileira. Doravante, e por muito tempo, acompanhando a transformação econômica da cidade, o papel da uva nas representações da festa seria progressivamente minimizado — mas, amplamente consagrado, nunca totalmente abolido — em prol da enfatização da indústria, crescentemente representada na Feira Agroindustrial.
Essa mudança, de início discreta, foi bem absorvida, uma vez que a ideologia predominante, além de enaltecer o italiano, apelava fortemente aos conceitos de progresso e modernidade, dos quais o "intrépido" italiano era o original protagonista. No entanto, neste ponto, quando a cultura italianizada havia reconquistado seu prestígio, sua posição começava a ser ameaçada pela forte emergência da pluralidade étnica e cultural, e os líderes e forças dominantes da comunidade italiana se reorganizaram para reafirmar seu pioneirismo, seu prestígio e seu poder. Este período coincide, de fato, com a consolidação do poder político dos italianos, produzindo uma série de prefeitos, quando na primeira metade do século a maior parte deles tinha origem luso-brasileira. Os italianos justificavam seu merecimento mostrando como o antigo colono rústico havia se transformado em um industrial de sucesso, dando exemplos como o de Abramo Eberle, que construíra uma das maiores metalúrgicas das Américas, o da Sociedade Vinícola, a maior produtora e exportadora de vinho do Brasil, e o de Aristides Germani, que revolucionara a triticultura brasileira. Ao mesmo tempo, era conveniente mostrar como o industrial havia também cultivado uma cultura "superior", sendo programadas atrações eruditas como concertos sinfônicos, balés, coros, declamação de poesia e récitas operísticas com músicos recrutados em Porto Alegre e solistas renomados contratados no exterior.
Enquanto isso, como o período estava marcado pelo clima de reconciliação, foi considerado importante na festa de 1950 assinalar que embora a herança italiana permanecesse central, o processo de integração na sociedade brasileira também era. Assim, foram programadas paralelamente atrações típicas da cultura luso-brasileira, como apresentações de trovadores, músicos e poetas gauchescos. Manoelito de Ornellas, destacado promotor da cultura gauchesca, aplaudiu o fato de que os descendentes de italianos já vinham incorporando em seus hábitos elementos do vestuário, da culinária e do linguajar da região campeira do estado. É de notar ainda que ao longo da década de 1950 começa a ser substituído no discurso oficial o termo "imigrante" pelo de "pioneiro", mudança destinada a reconhecer a contribuição de atores não-italianos como parceiros nesta nova etapa de construção da sociedade e da identidade regional e como iguais promotores da modernização.
Assim, embora contra um novo pano de fundo e absorvendo novos elementos, de modo geral retomava-se a partir dos anos 1950, e com assinalado sucesso, o esforço de afirmação da identidade, do trabalho, do progresso e do mérito que já havia sido feito nos anos 1930. Mário Gardelin, por exemplo, destacado político, historiador e literato, encerrava seu poema Ao Imigrante, de 1950, comparando o colono a um herói, a um deus e a um santo, dizendo que o "lábaro sacro da vontade" que içara continuava invicto, e cujo "esforço e trabalho ingente" se perpetuaria na posteridade. O mesmo tom é visível em um texto de Adelar Vincenzi sobre a edição de 1961, publicado no Correio Riograndense:
"Aquilo que de início se confinava à localização, hoje tem ressonâncias internacionais, e enriquecida de música e colorido, de graça e beleza, de fartura e esperanças, tornou-se um poema, cujas primeiras estrofes foram escritas pelos que, com lágrimas no olhos e com a saudade a lhes navalhar o coração, viram rolar as primeiras árvores num gemido longo, ergueram as primeiras casas e plantaram os primeiros pés de vinha, nesta região dominada pelo silêncio selvagem. [...] Assim angulada, deixou a área do comum e transitório para se tornar uma apoteose ao passado, rico de gestos, um hino ao presente, cheio de realizações, e um aceno ao futuro, onde se escondem ânsias de novas e gloriosas escaladas. Feliz o povo que pode expressar, dessa forma, sua síntese histórica, todos os seus feitos, todas as suas glórias, todos os seus sonhos. Feliz o povo que pode mostrar, em surpreendente Feira, tudo o que pode saber realizar em sua capacidade criadora, e pode revestir sua técnica num tom de deliciosa ternura humana com uma Festa da Uva, poema de graça e beleza, fabuloso painel onde ostenta seus coloridos característicos e os delicados matizes de sua vibratilidade latina. Se a Feira Agroindustrial é uma exaltação de sua capacidade técnica, a Festa da Uva, com seu desfile de carros alegóricos, é um deslumbramento para os olhos e uma carícia à sua sensibilidade na sua mais profunda tessitura. Escrevendo estas linhas, queremos render nossa mais sensibilizada homenagem aos heroicos desbravadores destas terras bravias e difíceis, aos seus descendentes que seguiram a trilha dos antepassados, harmonizando a história milenar, que os vinculava à velha Itália, com os encantos na nova terra, banhada de sol e de cores. A cada Festa da Uva que realizamos, é mais uma solene afirmação de um compromisso no sentido de valorizar e enobrecer sempre mais um patrimônio que recebemos rico de idealismo, de fé inquebrantável, de força indomada, de capacidade realizadora".

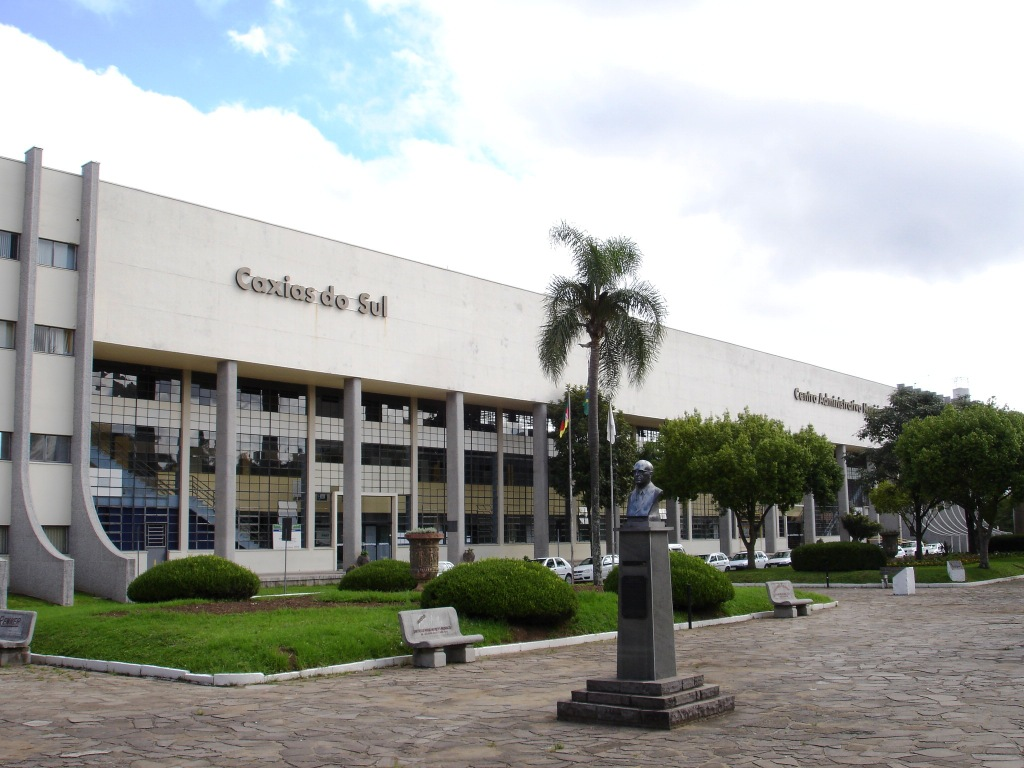
Primeiro pavilhão permanente de exposições, que hoje sedia a Prefeitura.

O governo rendia toda oposição, e os textos oficiais e midiáticos das décadas de 1950 e 1960 são invariavelmente entusiásticos e apologéticos na descrição dos eventos e do percurso de trabalho, colocam a Festa da Uva em um elevado patamar no universo das festas nacionais, e mesmo reivindicavam para ela uma repercussão internacional. Ainda em 1954 foi inaugurado o primeiro pavilhão permanente para a Festa da Uva, onde hoje está instalada a Prefeitura Municipal, para abrigar a constante ampliação no número de expositores na Feira Agroindustrial. O pavilhão é decorado em seu interior com um vasto painel do insigne pintor italiano Aldo Locatelli retratando a história da colonização e da construção da cidade, intitulado Do Itálico Berço à Nova Pátria Brasileira. Segundo Santos, o painel ilustra sinteticamente toda a principal ideologia criada em torno da festa, enfatizando o pioneirismo, a ética do trabalho, a fé católica, a importância da família, a passagem do mundo agrário para o mundo urbano e o papel civilizador, elementos então considerados distintivos da trajetória do italiano. Na mesma edição os Correios do Brasil lançaram um carimbo e um selo comemorativo da festa, no valor de 40 centavos, e outro carimbo alusivo ao Monumento ao Imigrante, e a Feira Agroindustrial ganhou identidade própria e foi separada da Festa da Uva, mas na prática continuariam a compor um mesmo evento.

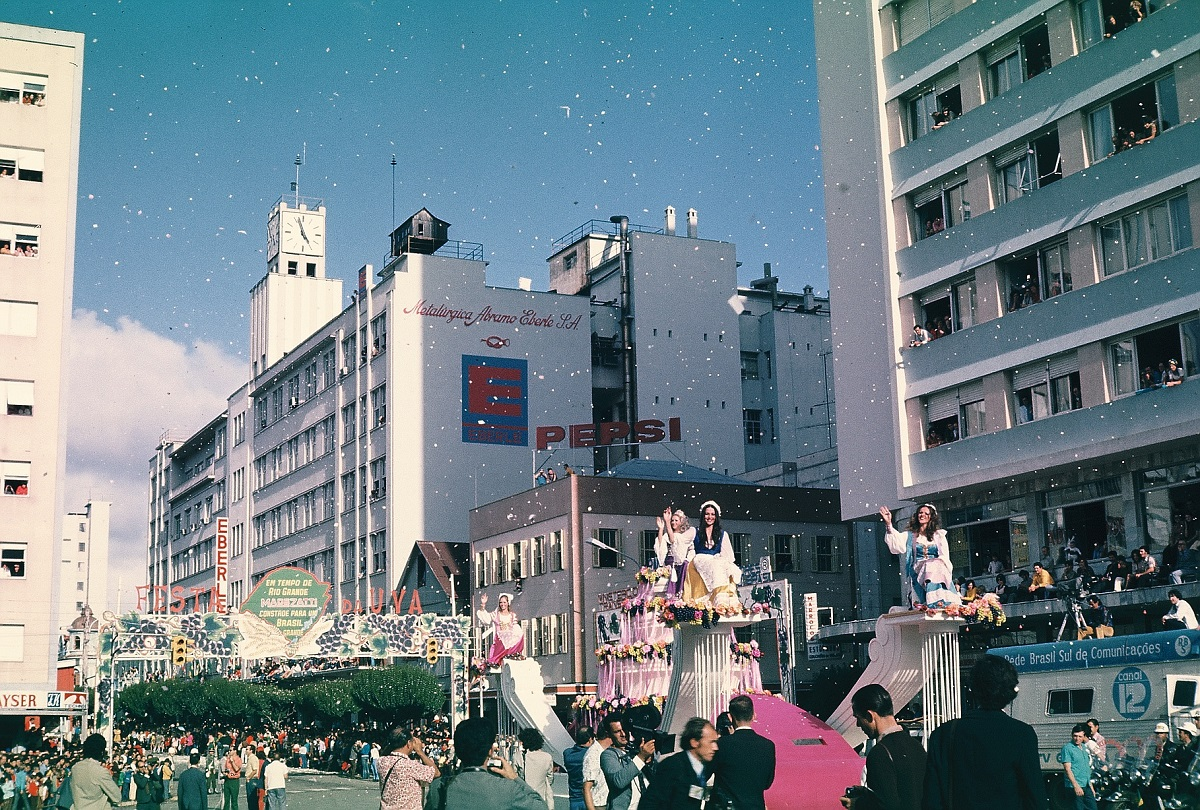
O corso alegórico de 1972

Em 1965, o evento já era considerado o maior em seu gênero em toda a América do Sul, sendo visitado por mais de 300 mil pessoas. Começava, porém, a perder um pouco do seu caráter de evento caxiense, abrindo-se à maior participação de outros municípios. As edições desta fase se sucederam sem grandes novidades em relação à proposta que havia sido inaugurada em 1950, mas ganham um certo destaque as edições de 1965, quando foi realizado um concurso nacional para a confecção do cartaz oficial, e a de 1972, pela cobertura televisiva do evento, sendo a primeira transmissão a cores da televisão no Brasil.

## Nova crise

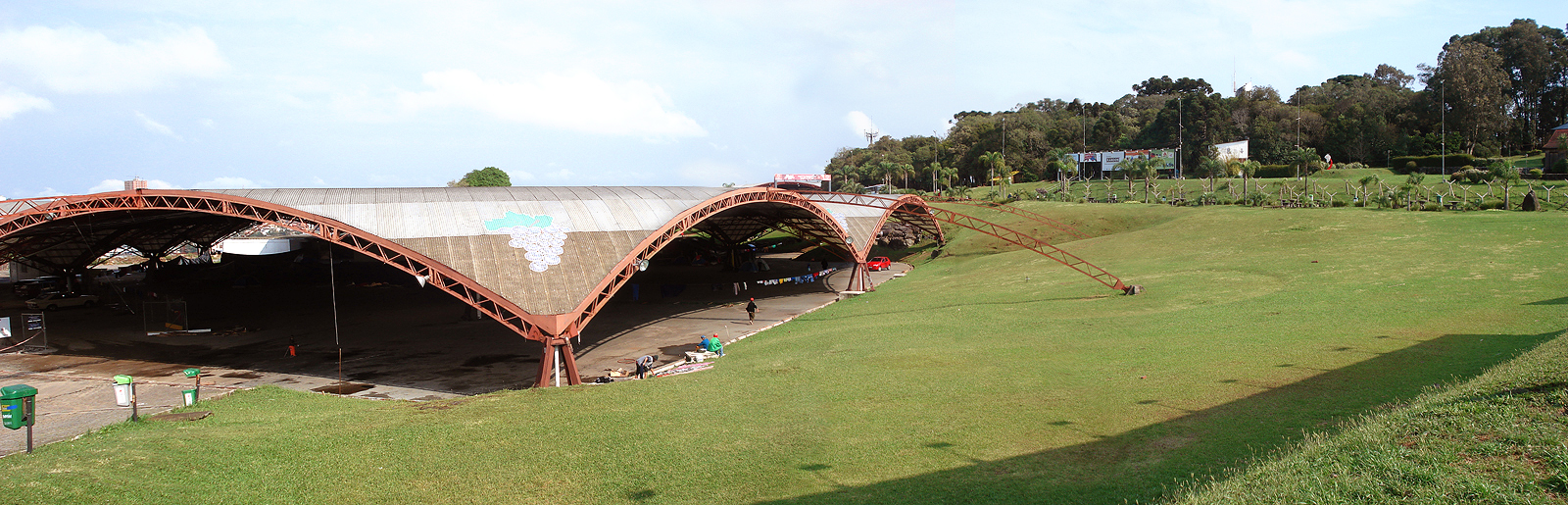
Vista parcial do Parque de Exposições Mário Bernardino Ramos.

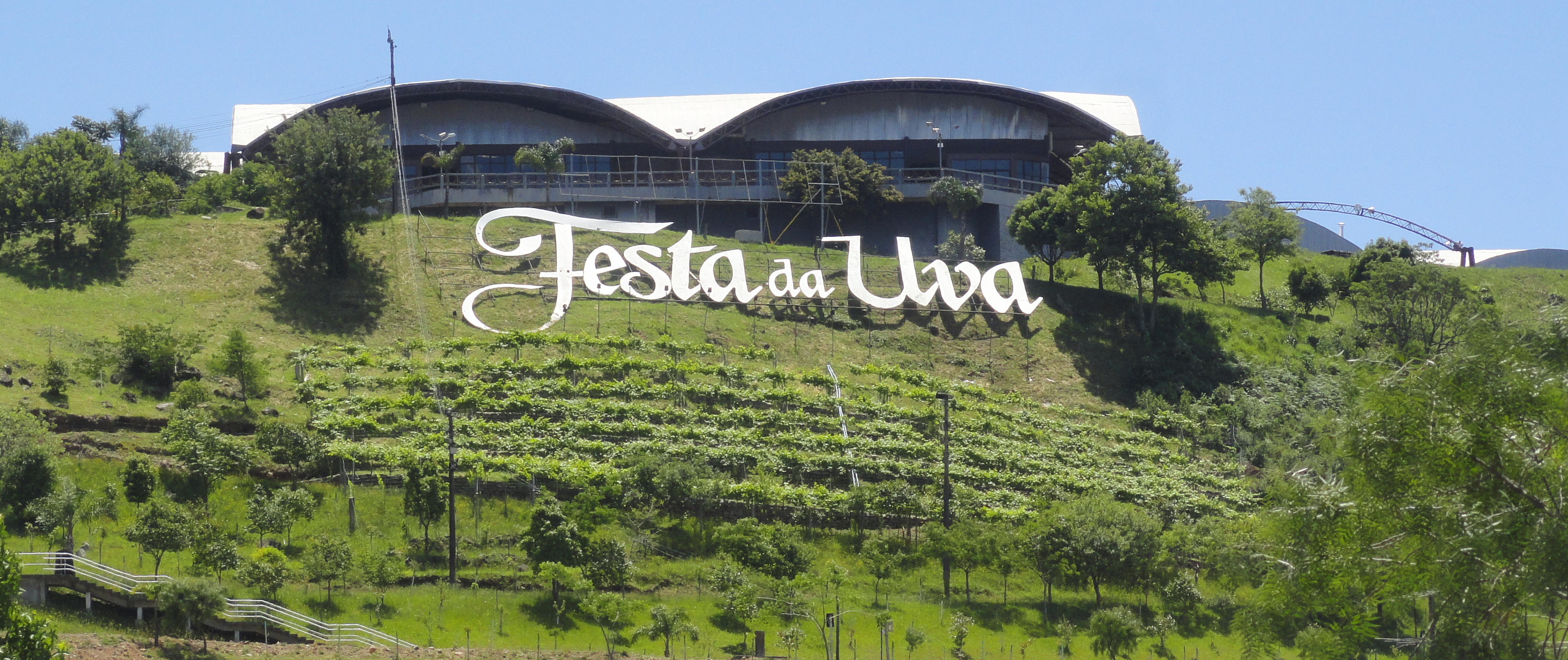
Grande letreiro com o logotipo da Festa da Uva instalado na encosta sobre a qual se localiza o Parque de Exposições, visível à distância.

Um novo local para a festa que crescia constantemente foi escolhido em 1974, sendo transferida para o Parque Mário Bernardino Ramos, com uma grande área construída para os expositores, além de infraestrutura de apoio, estacionamento e uma área verde. O novo complexo foi inaugurado em 15 de fevereiro de 1975 na XIII edição da Festa da Uva, juntando-se às as comemorações do centenário da imigração italiana, que desencadeou uma verdadeira explosão na bibliografia sobre o tema e a multiplicação de iniciativas em toda a região colonial visando o resgate da memória através da fundação de museus, arquivos e monumentos, tombamento de edifícios históricos e recolha de relatos de antigos pioneiros. Desta movimentação nasceram em Caxias o museu temático da Casa de Pedra e o Arquivo Histórico Municipal. A acelerada modernização e internacionalização dos costumes haviam provocado uma grande perda de testemunhos materiais e imateriais da história, e essa perda acentuou a importância de se preservar o que ainda subsistia. Porém, enquanto o resgate histórico se aprofundava, ele também deu origem a novas interpretações do processo colonizador, expondo suas ambiguidades e contradições e questionando a versão laudatória da "epopeia gloriosa" do imigrante que até então predominava absolutamente.
A edição de 1975 também marcou época pela transformação da festa em uma empresa, a Festa da Uva Turismo e Empreendimentos S.A., motivada pela percepção de que a festa já estava grande demais para depender de organizações ad hoc, deveria se estruturar de maneira autossustentável e caráter permanente, e deveria também dar lucro, adequando-se a uma nova realidade social e econômica. Essa mudança, se bem que de certa forma necessária, dada a dimensão do evento e as crescentes necessidades financeiras, teria repercussões funestas para o significado da celebração, que se antes era comunitária, espontânea, romântica e tinha o caráter de dádiva, como assinalou Ribeiro, passou a ser empresarial, profissional, objetiva e turístico-comercial. Perdiam-se importantes características identitárias e simbólicas, e com isso a motivação e engajamento da comunidade em torno de seu símbolo máximo se esvaziaram. É ilustrativo da percepção dos organizadores neste período — e também do modelo desenvolvimentista que predominava em todo o Brasil — o fato de que a ampliação dos espaços ocorreu para atender primariamente às necessidades da Feira Agroindustrial, e não da própria Festa da Uva, cujas atividades de maior vulto, os desfiles, aconteciam sempre nas ruas da cidade e não em espaços delimitados. Ao mesmo tempo, um outro golpe para os caxienses foi a venda das maioria das ações da empresa constituída para a Embratur, a fim de fazer face aos altos investimentos assumidos na construção do novo parque de exposições. Além disso, a escolha da Diretoria da festa passava para o Governo do Estado. A festa, enfim, deixava de ser caxiense e se submetia a um controle externo, que nem sempre se revelaria atencioso aos anseios e expectativas da população local. Tendo agora um perfil eminentemente empresarial, a Festa da Uva acentuaria em suas representações as atividades produtivas mais importantes de Caxias neste período, as industriais e comerciais, e a uva e a ligação com a terra passavam para um plano muito secundário. As edições subsequentes se caracterizariam pelo crescente afastamento da comunidade e por multiplicadas críticas que protestavam contra a perda de sentido e de identidade, contra o agressivo comércio de bens indiscriminados, que muitas vezes nenhuma relação mantinham com as tradições da comunidade, e contra o intolerável ofuscamento da uva. Ribeiro encerra a análise desta etapa dizendo que "nem a modernidade e a grandiosidade dos pavilhões construídos para abrigar a Festa e a Feira Agroindustrial conseguiram, como talvez fosse seu intuito, atrair a população para aquela que pretensamente deveria ser a sua festa".
Algumas iniciativas neste período mais apagado tentaram recuperar algo do interesse coletivo. Em 1978, foi criada no parque de exposições uma réplica do primitivo núcleo urbano de Caxias, que no entanto veio a ser criticada por uma alegada falta de autenticidade. Em 1981, foram revividas algumas tradições, como a Sagra, uma festa de colheita ligada à Igreja, e foi organizado um festival de folclore italiano. Essas iniciativas foram apreciadas pelo público e se repetiriam em outras edições. Em 1984, a festa se estruturou centralmente em torno do resgate de tradições, organizando em paralelo competições de esportes e jogos coloniais como a bocha e a mora, apresentações de músicas típicas da região, celebrações religiosas em antigos moldes e degustação de pratos italianos. Apesar disso, o desempenho do evento ao longo de toda a década de 1980 foi irregular, e às vezes fraco, contribuindo para isso algumas fases de crise econômica nacional. As críticas se tornaram relevantes o bastante para ensejar em 1990 a realização de um seminário intitulado Repensando a Festa da Uva, a fim de discutir o futuro do evento, concluindo que era fundamental uma gestão mais democrática e uma participação mais ativa da comunidade.

## Contemporaneidade

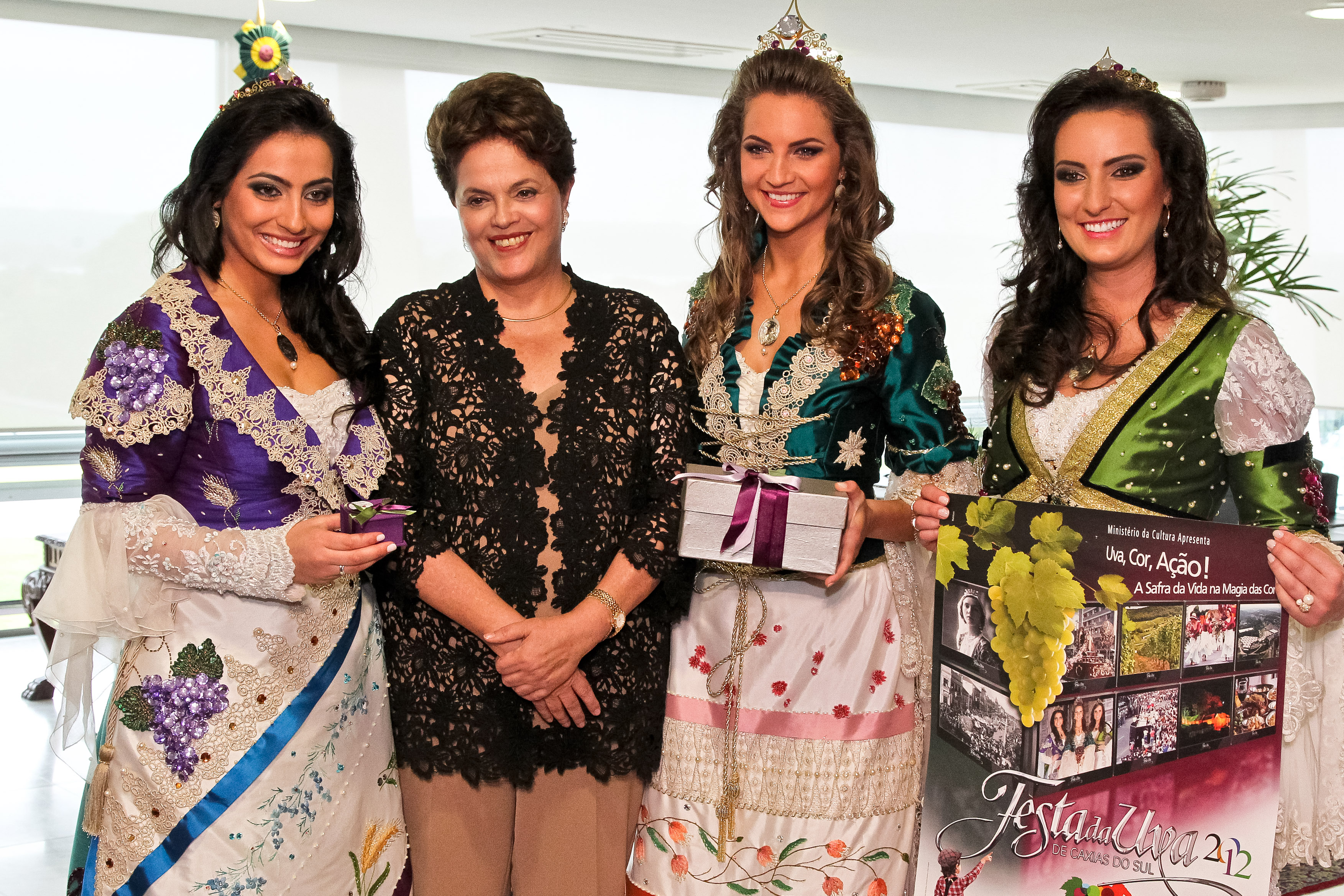
Rainha da festa de 2012 Roberta Veber Toscan e Princesas Aline Casagrande e Kelin Zanette com a então presidente Dilma Rousseff.

Esta nova crise só se resolveria parcialmente em 1993, quando o controle acionário da empresa voltou para o município. Ao mesmo tempo, foi instituída uma Comissão Comunitária, que se responsabilizaria por todas as decisões, pela organização e execução e pelo agenciamento dos patrocínios necessários. Esta Comissão, consciente dos protestos que cercavam a festa, renovou o engajamento da população através da criação de várias subcomissões, representativas de um amplo leque de setores da sociedade, passando a contar ainda com uma importante colaboração de intelectuais e professores da Universidade de Caxias do Sul ligados à pesquisa histórica, que enfatizaram a necessidade de se recuperar as origens e especialmente o universo rural, que nas décadas anteriores havia sido muito esquecido e mesmo estigmatizado como um símbolo de atraso. Destaca-se neste sentido a organização, na edição de 1994, das Olimpíadas Coloniais, com provas que recriavam atividades típicas da zona rural como manejar o trator, a carriola e a plantadeira, debulhar o milho, amassar a uva e fazer massa, contribuindo, como disse Maria Clara Mocellin, para "transformar em símbolos positivos elementos considerados pejorativos no passado".
A proposta teve sucesso, e a festa de 1994 já teve maior aprovação do público, que se viu novamente representado. Uma outra novidade importante que tem marcado as edições recentes é o estabelecimento de um eixo temático para cada festa, a fim de organizar os discursos simbólicos de maneira mais coesa e coerente, prática iniciada consistentemente em 1996 — depois de ensaios anteriores baseados em lemas ou motivos principais — com o tema A América que Nós Fizemos, uma edição importante porque juntou-se às as comemorações dos 120 anos da imigração e contou com representantes de dezenas de municípios gaúchos. A ideia de estabelecer temas foi elogiada por José Clemente Pozenato, seguro de que isso daria maior força e direção ao imaginário criado pelas festas. Ribeiro, que considerou a edição de 1996 o marcante retorno a uma participação ativa da comunidade e "a recuperação da festa como a celebração do êxito, da história e da trajetória dos caxienses", comentou:
"O corso alegórico da Festa da Uva de 1996 se, de um lado, revelou grande distância entre aquele realizado pela primeira vez em 1932, quer no plano conceitual, quer no da representação, de outro manteve um sólido vínculo com o propósito que orientou o Corso Triunfal da Uva: o de celebrar a trajetória de um povo e proclamar a própria identidade. Na Festa da Uva de 1996 os caxienses fizeram de sua história a ideia-força para proclamar o êxito de um empreendimento coletivo. O tema adotado para dar forma à figuração narrativa do corso permitiu aos ofertantes da festa dialogarem com suas tradições, atualizando-as, ou matizando-as com a inovação; permitiu exibirem suas conquistas no presente e projetar seu futuro com a grande e multifacetada alegoria de A América que Nós Fizemos. Fruto do acaso ou de projeto deliberado, o fato é que neste momento, ao final do corso alegórico, todo o espectro social de Caxias do Sul estava contido ali. No plano da representação simbólica, na liturgia do ritual festivo, não houve significado mais eloquente do que aquela imersão no abismo regenerativo da communitas".
O modelo organizacional adotado em 1994 seria mantido nas edições sucessivas, mas a questão da representação simbólica da Festa da Uva tem sido complexa e problemática desde então. As festas mais recentes têm procurado preservar os aspectos históricos mais relevantes da trajetória de Caxias, permanecendo a uva e as origens imigratórias, italianas e agrárias em destaque, mas também têm incorporado uma vasta diversidade de outros elementos culturais, procurando espelhar mais fielmente a realidade atual de uma cidade que se torna a cada dia mais cosmopolita e globalizada, e isso muitas vezes tem gerado polêmicas. Esse fenômeno se reproduz também na Feira Agroindustrial, que tem recebido representantes de muitas cidades mesmo de fora do estado, a própria presença das grandes indústrias do setor metalomecânico de Caxias, que haviam dominado as décadas de 1970 e 1980, foi drasticamente reduzida em favor de bens de consumo, do artesanato, da gastronomia e das atrações culturais e artísticas, passando a se tornar uma feira pouco diferenciada e pouco representativa da produção e das tradições especificamente locais. Segundo o ex-prefeito, Pepe Vargas, "a Festa da Uva teve que viver sua transição de buscar cada vez mais o caráter festa e menos o caráter feira. As empresas caxienses participam, agora, mais em caráter institucional. A Festa da Uva deve caracterizar o aspecto festa, porque a sua parte feira será cada vez mais de bens de consumo. O grande público que visita a festa não vai comprar ônibus ou autopeças".

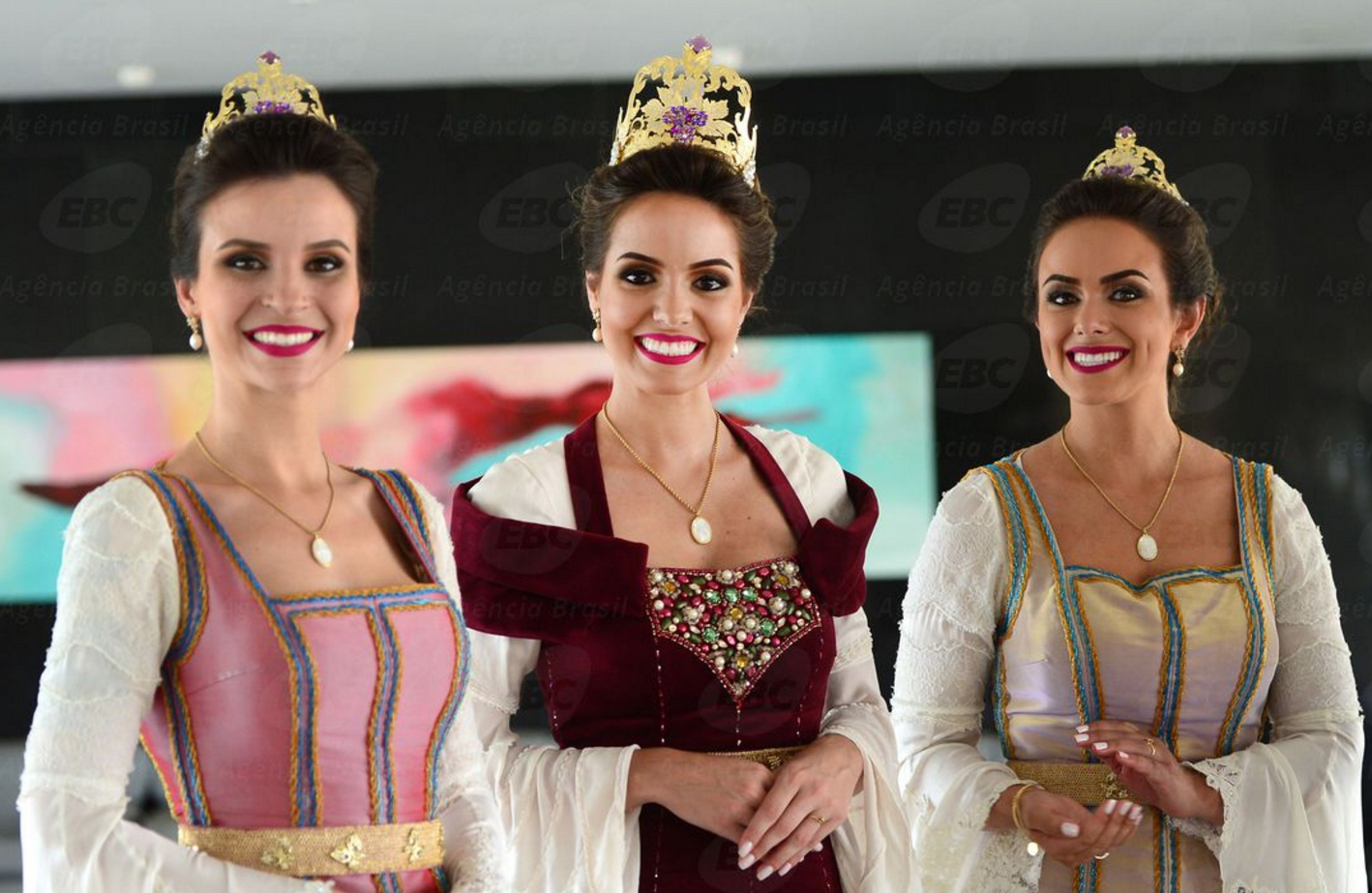
Rainha da Festa da Uva de 2016, Rafaelle Galiotto Furlan, ladeada das Princesas Laura Denardi Fritz e Patrícia Piccoli Zanrosso.

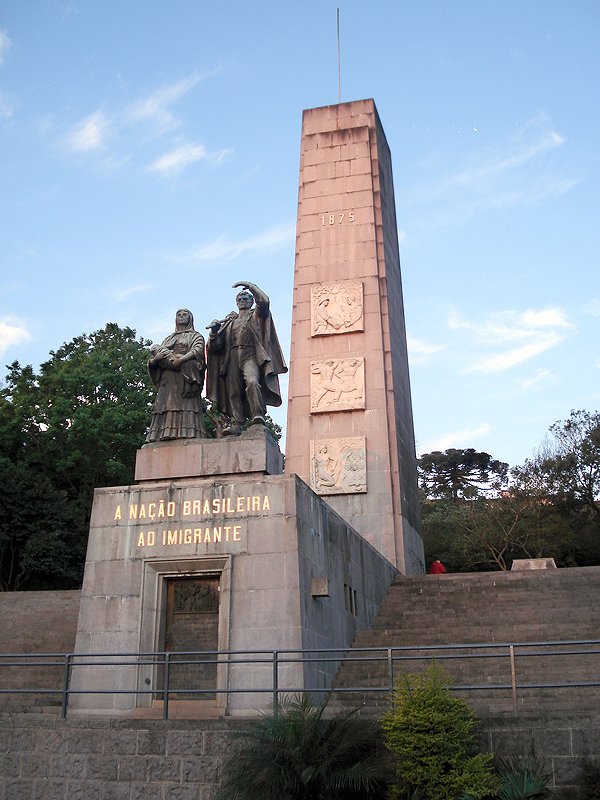
O Monumento Nacional ao Imigrante, inaugurado na festa de 1954, em 2015 foi declarado um dos símbolos oficiais da cidade.

A multiplicidade étnica e cultural contemporânea foi enfatizada de modo especial em duas edições, a de 2006, com o tema A Alegria de Estarmos Juntos, cujo corso alegórico homenageou, entre outros grupos, os negros, indígenas e alemães como colaboradores na construção da cultura regional, e a de 2014, que teve o tema Na Alegria da Diversidade, cujo cartaz mostra um cacho de uvas formado por impressões digitais de várias cores e, na base, um grupo de pessoas de várias etnias.
Porém, é difícil evitar ressaltar a importância das origens italianas e o longo predomínio da italianidade, já que a base factual e historiográfica sobre a qual a Festa da Uva se assenta está bem estabelecida. Segundo Aline Donato, a grande mídia acaba geralmente "enfatizando temas relacionados diretamente à concepção cultural do povo de Caxias do Sul, como as raízes italianas e a tentativa de reafirmação dessa descendência", e reproduzindo massivamente tais temas, presentes tanto no senso comum como na bibliografia acadêmica, a imprensa contribui poderosamente para reforçá-los, agindo, até certo ponto, como "guardiã do mito de que as tradições são impenetráveis à mudança". Na análise de Ana Lia Branchi,
"A inserção da diversidade através da representação desses grupos nos desfiles tem gerado polêmicas, sendo em partes aceita e, em partes, rejeitada, manifestando, assim, o desejo da cidade de, por um lado, querer manter suas raízes em um passado que foi mitificado por uma narrativa que se repete nos desfiles da Festa da Uva; e, por outro, num desejo de ser cosmopolita. De fato, essas correntes antagônicas coexistem e expressam-se nos desfiles, também por meio da italianidade versus a diversidade. [...] A etnização no desfile legitimou o significado da diversidade, que se mostrou polissêmico: incluiu e excluiu, diversificou e unificou, acomodou tensões. Tornou-se uma forma para que a cidade, que cresce e recebe constantes imigrações, lide com as frequentes mudanças, reposicionando identidades através de políticas culturais".
Para Zanini & Santos, "a festa tem, ao longo de suas edições, tentado se abrir à diversidade local. Contudo, o grande personagem ainda é o imigrante italiano, seus descendentes e as realizações destes. Nas festas populares, as classes sociais interagem dialeticamente, coexistindo de forma aparente, mas na verdade enfrentando-se, ora sutil, ora de modo ostensivo, na tentativa de conquistar a hegemonia cultural".
Com efeito, a Festa da Uva nunca foi apenas história, cultura e tradição, mas teve desde suas origens um forte componente político, sendo uma celebração sempre organizada por figuras ilustres da classe dominante, que se apropriam da memória coletiva e a interpretam de forma orientada e seletiva. Como disseram Santos & Zanini, apesar da variada composição étnica da cidade atualmente, onde os descendentes de italianos se tornaram a minoria no cenário geral, nas classes superiores especificamente eles ainda não a maioria: "As famílias italianas são as famílias ‘tradicionais’ da cidade, os fundadores dos clubes, as Damas de Caridade, enfim, para usar um termo que embora desgastado é bastante preciso, formam a ‘elite’ local. [...] Em relação a Caxias do Sul, podemos afirmar que as mesmas pessoas e/ou famílias costumam figurar entre os membros das elites política, intelectual e militar, o que evidentemente aumenta muito a sua influência sobre as decisões que afetam a vida de toda a cidade". Além disso, segundo Giralda Seyferth, a glorificação dos mitos fundadores — onde se encaixa a figura do imigrante descrito como um heroico trabalhador que venceu os mares e a pobreza construindo uma grande cidade — é um aspecto central das ideologias étnicas.
A ideologia étnica estava presente desde as origens do projeto colonizador do Governo Imperial Ver nota  e ganhou força na década de 1930 alegando que os italianos eram especiais, e mesmo superiores a outras etnias em vários aspectos, mas tal argumento hoje está desacreditado e não explica o motivo de outras cidades que tiveram colonização italiana não terem crescido tanto e tão rápido. Segundo Santos, autora que mais se deteve nos aspectos políticos da Festa da Uva, o "sucesso" de Caxias deve-se a uma série de fatores muito peculiares da realidade local e a uma evolução histórica em muitos aspectos diferenciada em relação a outras cidades italianas da região, onde merece destaque uma localização privilegiada como centro de um importante entroncamento viário, e a formação muito precoce de uma burguesia endinheirada através comércio, e com tal acumulação de capital econômico, pôde ser efetivada uma acumulação de capital social, político e simbólico. A autora pensa ainda que a elite local foi tão eficiente na imposição das suas ideologias que elas se tornaram, mais do que hegemônicas, o próprio senso comum, e acrescenta que "acreditar que a Festa da Uva é apenas uma reminiscência folclórica é escamotear um dado fundamental para seu entendimento, que é o caráter político da festa e da sua organização. [...] Acima de tudo, a Festa da Uva foi sempre, desde a sua criação, um importante instrumento para a valorização política e econômica da região". Na opinião de Mocellin, a reafirmação da origem italiana empreendida a partir da década de 1990, principalmente através do trabalho de intelectuais e pesquisadores que tinham eles mesmos uma ascendência italiana, é uma "estratégia simbólica para promover e valorizar um grupo étnico", que se explica tanto pela intenção de promover um grupo específico, quanto pelo sentimento de pertencimento a esse mesmo grupo, e "ao reconhecer os descendentes de imigrantes, e lhes dar visibilidade, reconheceram a si mesmos". Porém, neste processo de reivindicar visibilidade e reconhecimento para o grupo a que pertenciam, também reivindicavam o reconhecimento de "um modo diferente de ser gaúcho e brasileiro".

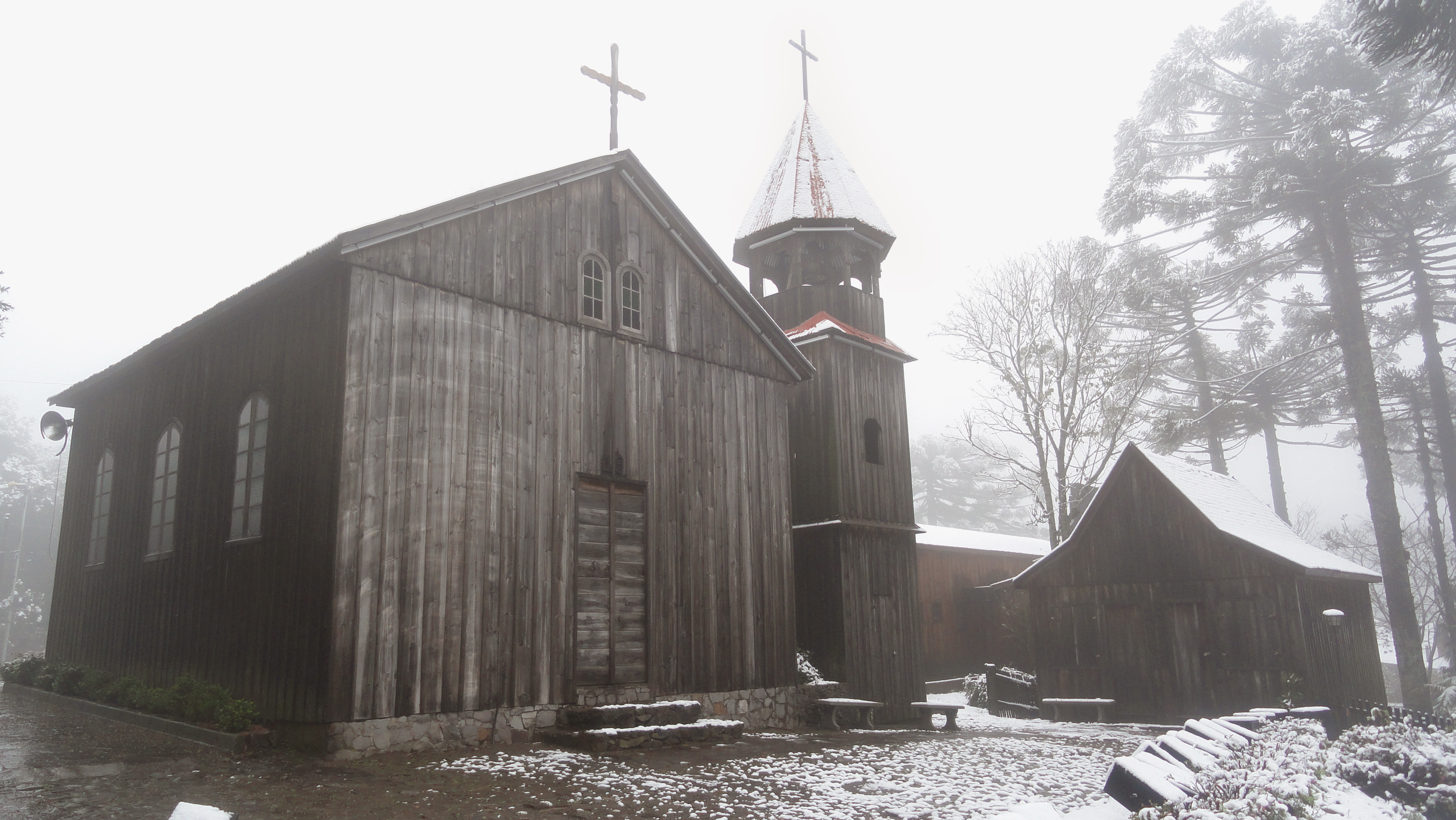
Detalhe da réplica da Caxias Antiga, mostrando a igreja, montada no Parque de Exposições.

Mesmo com suas dificuldades e contradições, a Festa da Uva contemporânea, celebrada a cada dois anos, firmou-se como um megaevento, o principal em seu gênero no país e "a maior e mais longeva iniciativa de cunho comunitário do Sul do Brasil", como afirma Alexandre Frigeri, mas apesar dos esforços dos seus organizadores para que a festa tenha um alcance nacional realmente importante, ela ainda é um evento basicamente estadual. Em 2016, 91,7% dos visitantes entrevistados numa pesquisa da Universidade de Caxias do Sul provinham do Rio Grande do Sul, e 51,6% eram de Caxias do Sul. Não obstante, ela desempenha um destacado papel na dinamização do circuito turístico e também da economia da cidade e do estado. A festa hoje tem uma grande estrutura administrativa e mobiliza grande parte da comunidade. A edição de 2014 recebeu 850 mil visitantes, que assistiram a 950 atrações culturais variadas. Em 2016 a cidade recebeu 941 mil visitantes. Também é inconteste sua posição de maior símbolo de Caxias e de principal ponto de apoio de sua identidade coletiva, bem como é clara a sua importante função de resgatadora da memória e da história. Na apreciação de Espeiorin & Pozenato, "a memória coletiva se infla em época de Festa da Uva e é ela quem sustenta a identidade da cidade. A imprensa regional incendeia esse imaginário social, ao buscar nos fatos históricos as marcas da comunidade local. [...] A cidade se prepara para se mostrar a quem chega. Mostrar a identidade a partir das memórias coletivas é indispensável".
Pela sua importância em múltiplos aspectos, a Festa da Uva tem sido estudada em volumosa bibliografia, embora, até 2015, poucos trabalhos substanciais a tenham enfocado com exclusividade, destacando-se o de João Spadari Adami (Festas da Uva 1881-1965, 1966), o de Cleodes Ribeiro (Festa e Identidade: como se fez a Festa da Uva, 2002), o de Luiz Carlos Erbes (Festa da Uva: a alma de um povo, 2010) e o de Miriam Santos (Bendito é o Fruto: Festa da Uva e identidade entre os descendentes de imigrantes italianos, 2015). Em 1996 a Festa da Uva foi tema do samba enredo da escola Unidos de Vila Isabel, no carnaval carioca, e desde 2009 é um Patrimônio Histórico e Cultural do estado através de projeto aprovado na Assembleia Legislativa, sendo reconhecida como um símbolo não apenas da cidade, mas da história do Rio Grande do Sul. Em 2014 e 2016, recebeu novas homenagens da Assembleia Legislativa. Ainda em 2016 foi lançado o documentário de longa metragem intitulado Festa da Uva 80 anos — A Celebração de uma Identidade. O modelo da festa serviu de inspiração para a criação de vários outros eventos no país. Nas palavras de Tomazzoni & Zanirato, "a Festa da Uva de Caxias do Sul é considerada exemplo de inovação radical, no campo dos eventos temáticos e turísticos. Em trinta edições, ao longo de quase 85 anos, o evento superou crises de gestão e de preservação de identidade, em razão da articulação simétrica de poderes entre as organizações públicas e privadas, coordenadas pela Prefeitura Municipal".

## Estrutura e organização

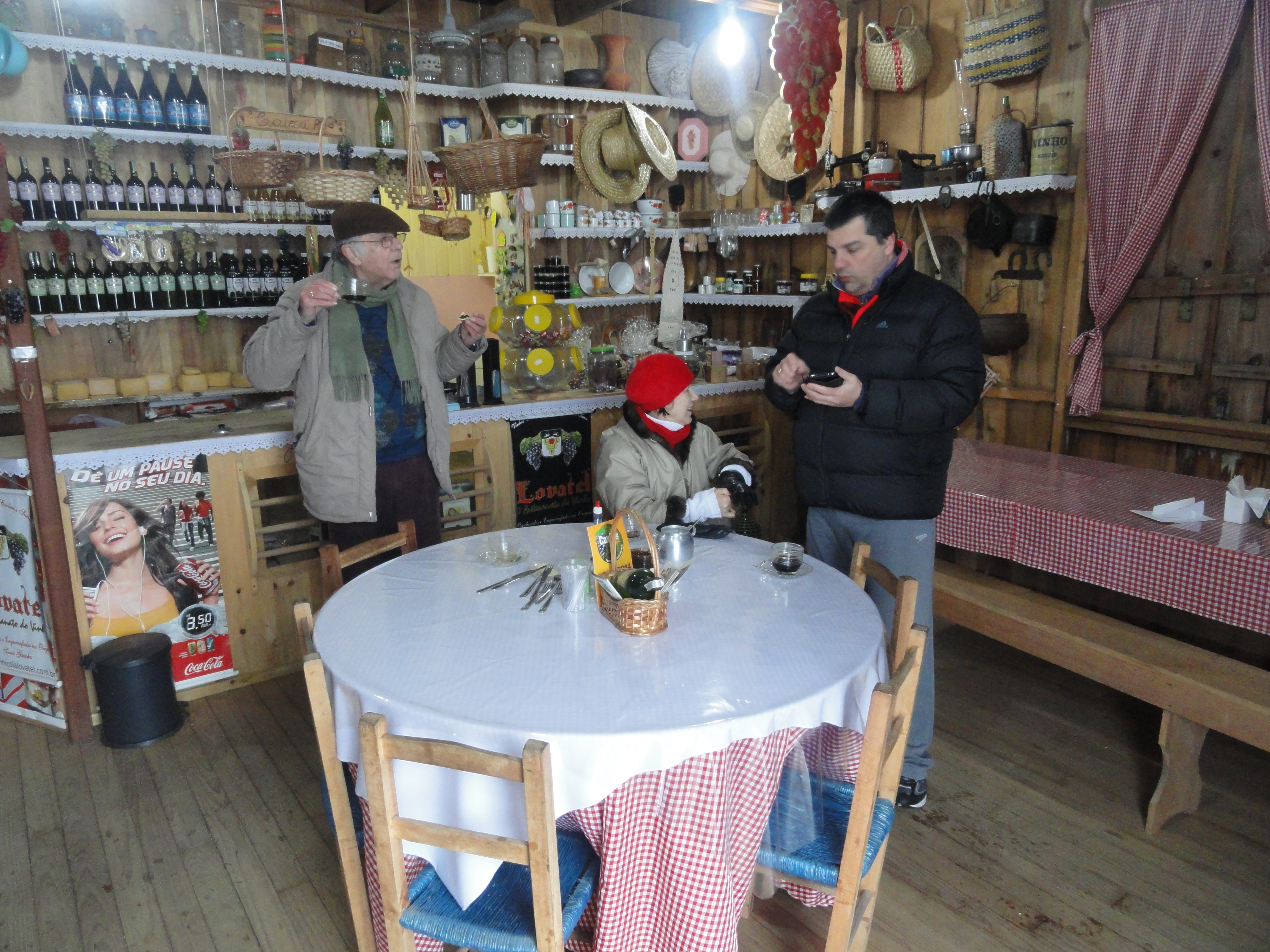
Interior do Bodegón na réplica de Caxias Antiga, um misto de mercado e café que oferece produtos típicos da colônia.

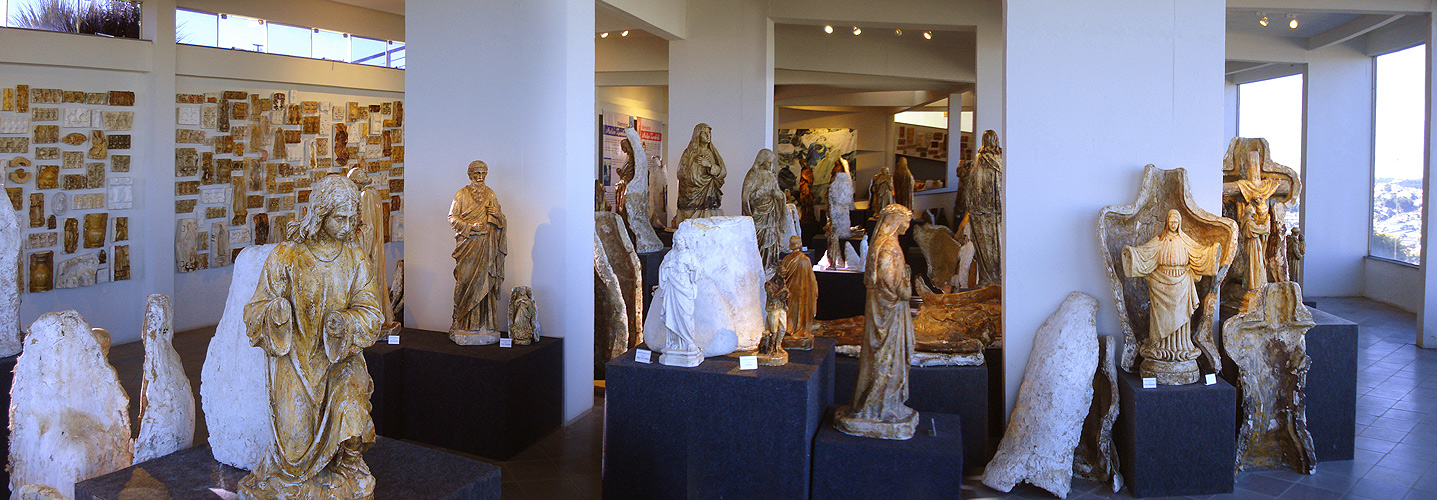
Aspecto do interior do Memorial Atelier Zambelli.

A operadora, Festa Nacional da Uva Turismo e Empreendimentos S.A.é uma empresa de direito privado que tem como acionista majoritária a Prefeitura Municipal de Caxias do Sul. Sua estrutura administrativa conta com uma Presidência, uma Diretoria Administrativa e Financeira, uma Diretoria Comercial e um Conselho de Administração. A empresa responde principalmente pela administração e manutenção do Parque de Exposições e sua cessão a variados eventos, entre os quais a Festa da Uva propriamente dita. O Parque de Exposições Dr. Mário Bernardino Ramos tem 55 mil m² de área coberta, dividida em três pavilhões principais, 19 baterias de sanitários, um espaço coberto multiuso  de 1.440 m², um centro de eventos coberto de 10.993 m² que inclui um restaurante, um espaço multicultural com 12,6 mil m², três restaurantes e um estacionamento para quase 4 mil veículos.
Também se encontram no parque uma réplica do centro da antiga vila de Caxias, que hoje é dotada de um espetáculo de som e luz e sedia pequenas lojas e a Associação Caxiense do Artesão, o Museu da Água, o Museu do Lixo e o Museu do Comércio; os monumentos a Naneto Pipetta, o Cacho de Uva e o Jesus do Terceiro Milênio, este de autoria de Bruno Segalla, onde ocorrem encenações da Via Sacra na Semana Santa; o Memorial Atelier Zambelli, museu sobre a história e produção da Família Zambelli, importantes santeiros da cidade; o Memorial da Festa da Uva, com uma coleção de fotografias e documentos históricos; um parque de rodeios e a Gruta de Nossa Senhora de Caravaggio. Em anos recentes foram instalados um sistema de drenagem, captação e reaproveitamento da água da chuva, um espaço para churrasqueiras e uma ciclovia, a área florestada foi ampliada, e a recepção, o acesso viário, o estacionamento e os sanitários públicos foram reformados. O parque é cedido para centenas de outros eventos e shows ao longo do ano, entre os quais ressaltam o Feirão de Carros, o Rodeio Nacional Campo dos Bugres, a Mercopar — Feira de Subcontratação e Inovação Industrial, a Plastech Brasil — Feira de Tecnologias para Termoplásticos e Termofixos, Moldes e Equipamentos, a Hortiserra, evento técnico de hortifrutigranjeiros, e a Mãos da Terra — Feira Internacional de Cultura e Artesanato.
A organização da Festa da Uva e da Feira Agroindustrial fica a cargo da Comissão Comunitária, organizada em uma Presidência, indicada pela Prefeitura, um Conselho Fiscal e Vice-diretorias, que escolhem coordenadores de setor, e estes, seus auxiliares. O papel da Comissão é montar todo o evento, desde seus preparativos, divulgação, administração e execução até sua conclusão, envolvendo entidades, instituições, empresas, patrocinadores, pesquisadores, autoridades e comunidade. Destaca-se a fundamental colaboração de voluntários, que podem chegar a milhares, participando de atividades administrativas, recepção e acomodação de convidados especiais, desfiles (como figurantes) e outras. Toda a Diretoria da Comissão Comunitária também trabalha como voluntária e não recebe remuneração.

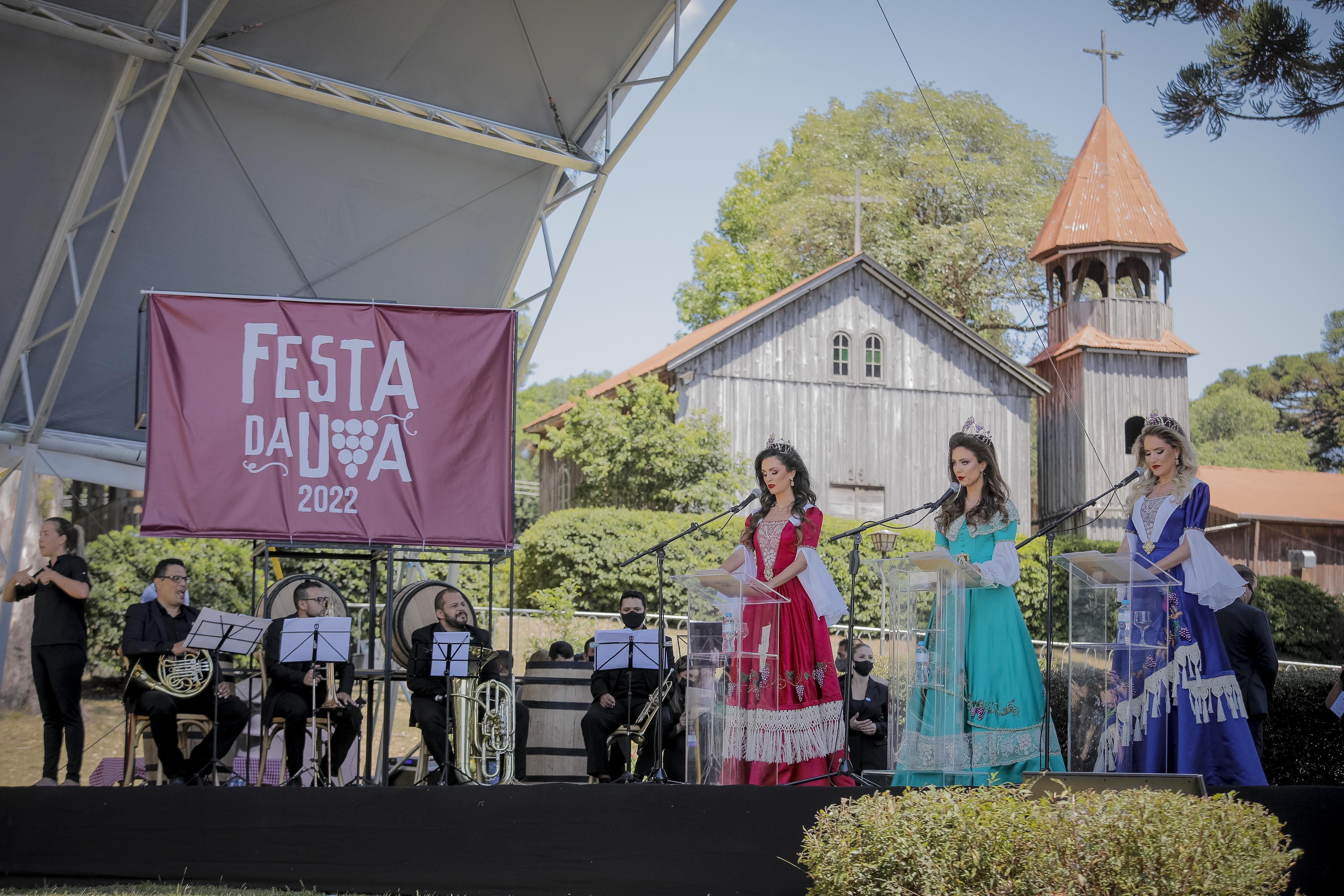
Cerimônia de abertura da festa de 2022

A preparação de cada evento bianual, realizado em três semanas entre os meses de fevereiro e março, exige um grande esforço que consome os dois anos de intervalo entre cada festa. A divulgação inclui intenso agenciamento da mídia em todas as suas formas, convite a autoridades, onde se inclui a Presidência da República, e confecção de um cartaz oficial e outros materiais impressos e audiovisuais. Também está a cargo da Comissão escolher uma tema e encomendar uma música para a festa, supervisionar a recepção de turistas e providenciar acomodação em caso de esgotamento de vagas na rede hoteleira, mobilizar as empresas, instituições e lojistas para que ornamentarem seus espaços e vitrines, providenciar a ornamentação da cidade com pórticos, bandeiras e outras decorações, distribuir uvas e brindes aos visitantes, organizar banquetes, solenidades e programações paralelas como shows, palestras, exposições, atividades gastronômicas, esportivas e recreativas, cuidar da segurança, e naturalmente organizar os vários desfiles de carros alegóricos pelas ruas da cidade, inclusive noturnos, o que por si é tarefa muito complexa e dispendiosa, exigindo considerável trabalho de pesquisa, e pode envolver a participação de outros municípios. As solenidades de abertura e encerramento recebem uma atenção especial e costumam ser muito elaboradas. Muitas atrações são concebidas e organizadas por iniciativa de instituições e outros grupos privados e são integradas à festa geral.

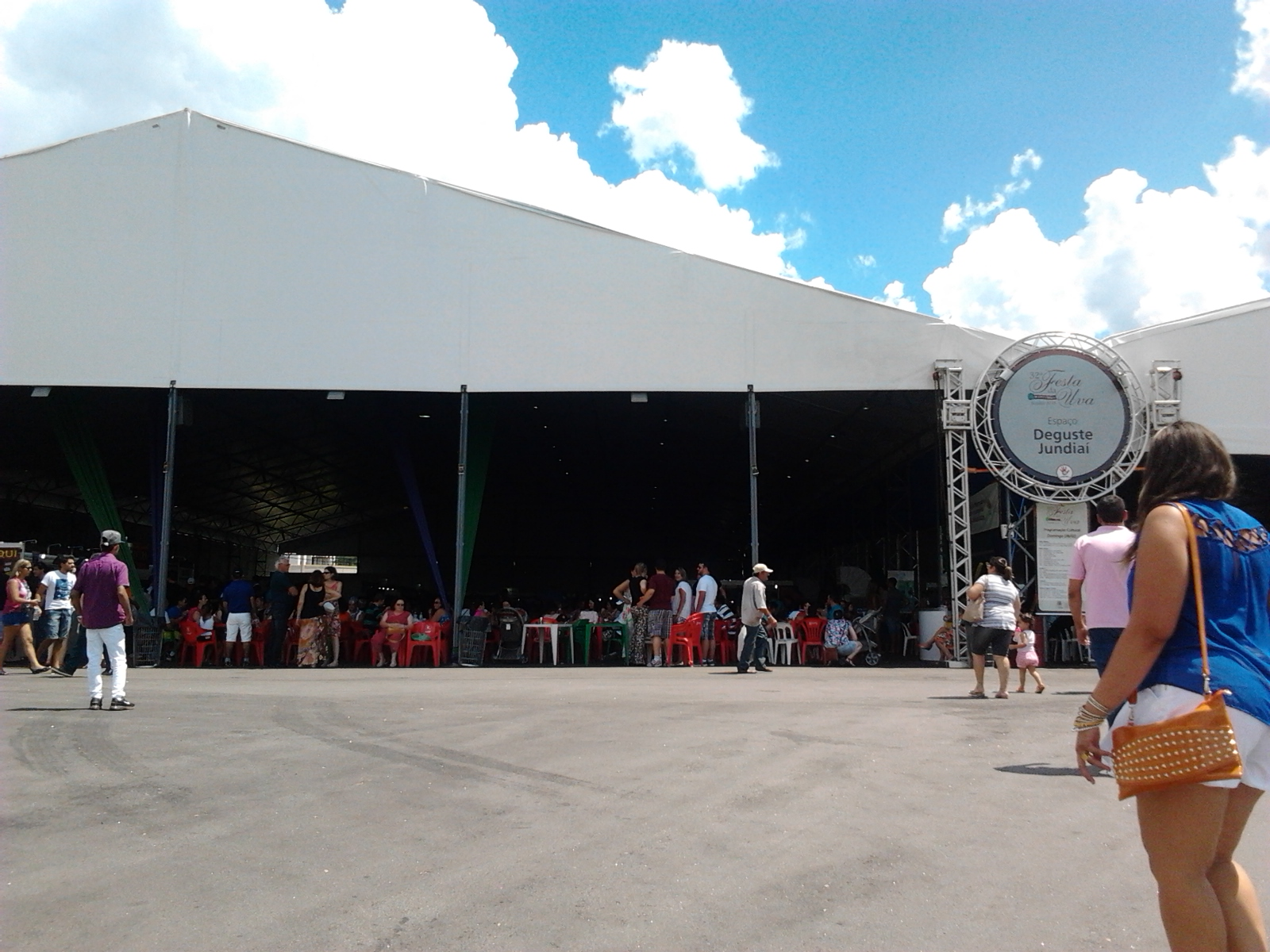
Área de alimentação na festa de 2022

Já a Feira Agroindustrial acontece exclusivamente no Parque de Exposições, e reúne grande número de expositores da cidade, da região e do Brasil. Na festa de 2010, participaram 450 expositores dos setores da indústria, serviços, veículos, automotivos, máquinas e equipamentos agrícolas, bens de consumo, produtos coloniais e alimentação, além de 400 produtores de uva e vinho. Para Osvaldo Trigueiro, a feira é o espaço "onde são realizados os grandes negócios, são exibidas as novas tecnologias de produção de uvas e de vinhos, onde são expostos os produtos das médias e grandes indústrias da Serra Gaúcha". Porém, o público tem protestado contra a maciça presença do comércio, e na edição de 2016 seu espaço foi reduzido em favor de mostras culturais e representações de comunidades da zona rural e de municípios vizinhos que compartilham da herança italiana. Segundo Edson Nespolo, presidente da festa, "buscamos tentar não repetir, principalmente no Pavilhão 2, aquela imagem de camelódromo". A locação dos espaços de exposição gerou em 2016 um lucro de mais de 3 milhões de reais. A festa como um todo movimentou mais de 200 milhões de reais e abriu cerca de dois mil empregos temporários para suprir necessidades na montagem dos estandes, segurança, limpeza, bilheterias, estacionamento, recepção dos visitantes e atendimento nas vendas.

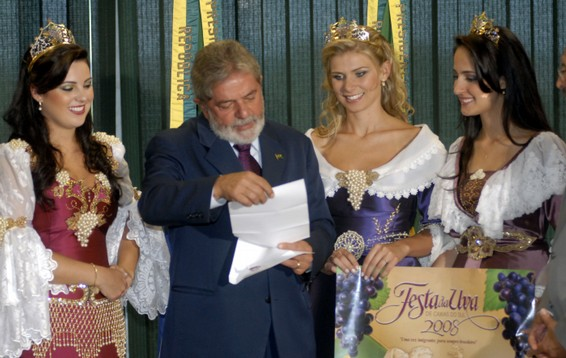
Rainha da festa de 2008 Andressa Grillo Lovato (esquerda) e Princesas Paula da Costa Taddeucci e Vanessa Susin fazendo o convite oficial ao então presidente da República Luiz Inácio Lula da Silva.

Também é atribuição importante da Comissão organizar a escolha da Rainha e Princesas da festa, que a representam em todos os momentos, inclusive em viagens de divulgação e solenidades oficiais, e estão presentes em destaque no corso alegórico. Seus trajes oficiais recriam alegórica e ornamentalmente trajes típicos das antigas italianas. Os critérios de escolha têm variado ao longo do tempo. Em 1965, segundo Adami, foram observados cultura, beleza, elegância, desembaraço e tradição. Santos, que estudou a festa de 2002, refere que a única exigência categórica era que as candidatas residissem na cidade há pelo menos cinco anos. Na festa de 2016 os requisitos formais eram idade mínima de 18 anos e máxima de 30 anos, ser solteira, jamais ter sido casada ou unida em união estável, não ter filhos e não estar grávida, e residir na cidade há pelo menos dois anos. Além disso, diz Santos que um consenso informal impõe que as candidatas tenham ancestrais italianos por parte de pai ou mãe. Também são requisitos gerais um bom nível de educação, desembaraço em público, capacidade de expressão, assiduidade, pontualidade, comprometimento, participação, capacidade de relacionamento interpessoal e de trabalho em equipe, gentileza, elegância, postura, apresentação pessoal, etiqueta, simplicidade, controle emocional e um conhecimento razoável sobre a história e cultura da cidade e das etnias que a formaram e sobre política, economia e atualidades. Cada candidata representa uma entidade, instituição, agremiação ou empresa, que arcam com os custos da representação e seus trajes. As vencedoras recebem importantes prêmios, oferecidos pelos patrocinadores, que variam a cada ano, muitas vezes na forma de automóveis ou viagens ao exterior, e as outras candidatas recebem recompensas menos expressivas, geralmente jóias, e permanecem na condição de "Embaixatrizes", desempenhando atividades oficiais na divulgação e na organização. Cristiane Palandi, uma das Embaixatrizes na festa de 2016, declarou que "o trio sozinho [referindo-se à Rainha e às duas Princesas] não faz uma festa deste tamanho. Os turistas recebidos por uma Embaixatriz, vestindo faixa e tiara, se sentem encantados. É importante nosso trabalho". As torcidas organizadas que apoiam cada candidata também concorrem a prêmios. O evento de escolha da Rainha e Princesas, quando ocorre a sucessão e coroação das eleitas, atrai grande atenção da mídia e da comunidade. Além de sua função representativa e simbólica principal, a Rainha e sua corte tornam-se também referências de beleza e elegância feminina na cidade.

## Rainhas
As rainhas da Festa da Uva por ano foram:
- 1933: Adélia Eberle
- 1934: Odila Zatti
- 1950: Olívia Teresinha Morganti
- 1954: Maria Elisa Eberle
- 1958: Zila Lourdes Turra
- 1961: Helena Luiza Robinson
- 1965: Silvia Ana Celli
- 1969: Elizabeth Maria Menetrier
- 1972: Margareth Trevisan
- 1975: Roxane Torelli
- 1978: Ana Méri Brugger
- 1981: Marília Conte
- 1984: Marisa Dotti
- 1986: Silvia Slomp
- 1989: Deliz De Zorzi
- 1991: Catiana Rossato
- 1994: Cristina Briani
- 1996: Patrícia Horn Pezzi
- 1998: Patrícia Roth dos Santos
- 2000: Fabiana Bressanelli Koch
- 2002: Juliana Marzotto
- 2004: Priscila Caroline Tomazzoni
- 2006: Julia Brugger de Carli
- 2008: Andressa Grillo Lovato
- 2010: Tatiane Frizzo
- 2012: Roberta Veber Toscan
- 2014: Giovana Crosa
- 2016: Rafaelle Galiotto Furlan
- 2019: Maiara Perotoni
- 2021: Pricila Zanol
- 2024: Lizandra Mello Chinali

## Temas das edições recentes
Desde 1996 a Festa da Uva tem adotado temas para embasar seus simbolismos e discursos e entrelaçar coerentemente todas as atividades da festa. Foram eles:
| Ano  | Tema                                                   | Observações |
| ---- | ------------------------------------------------------ | --- |
| 1996 | A América que Nós Fizemos                              | Comemoração dos 120 anos da imigração italiana e das conquistas no Brasil. |
| 1998 | A Festa das Festas                                     | Resgate da história da própria festividade. |
| 2000 | O Trabalho e os Dias de um Povo — Venha Ver e Festejar | Homenagem aos 125 anos da imigração italiana, marcando ao mesmo tempo a participação dos italianos no desenvolvimento da região. |
| 2002 | Mulher Imigrante                                       | Enfatizou a participação social e econômica da mulher e o seu papel na preservação das tradições. |
| 2004 | Terra, Pão e Vinho                                     | Homenagem aos imigrantes de todas as origens e aos frutos da terra. |
| 2006 | A Alegria de Estarmos Juntos                           | Homenagem à diversidade étnica e sua contribuição para a cultura regional, fazendo um apelo à união dos povos. |
| 2008 | Uma vez Imigrante, para sempre Brasileiro              | Assinalou o processo de abrasileiramento dos imigrantes e a concomitante italianização da região, bem como a interação entre as culturas diferentes. |
| 2010 | Nos Trilhos da História, a Estação da Colheita         | Alusão a datas históricas marcantes: os 100 anos da chegada do trem e da elevação de Caxias à categoria de cidade, os 120 anos de emancipação política e os 135 anos da imigração italiana. |
| 2012 | Uva, Cor, Ação! A Safra da Vida na Magia das Cores     | Comemoração dos 40 anos da primeira transmissão a cores da TV brasileira, que divulgou a festa de 1972, e do Ano da Itália no Brasil. |
| 2014 | Na Alegria da Diversidade                              | Celebração da contribuição de grupos de várias etnias. |
| 2016 | Imagens e Horizontes                                   | Evocou imagens e representações do passado que faziam alusão à força dos imigrantes, ao mesmo tempo apontando para o futuro almejado e para a abertura de novas possibilidades. |
| 2019 | Viva Una Bela Giornada                                 | O tema é um convite ao resgate e celebração das tradições da Serra Gaúcha |
| 2022 | Juntos Outra Vez                                       | Faz referência ao esforço coletivo e à união das pessoas e à memória de outras festas e outros momentos. |
| 2024 | Caminhos e Lugares                                     | Ilustra a viagem dos imigrantes e seus percursos, passando pela "religiosidade e a fé, o trabalho agrícola, o artesanal e o industrial, a área rural e a urbana, as rotas e os roteiros, o acolhimento, a hospitalidade e a amorosidade, os saberes e os fazeres, a arte e o conhecimento, o turismo e a cultura, a história e a memória, o desenvolvimento local e o regional". |